# Daň
Daň je peněžitá částka, kterou musí fyzické nebo právnické osoby platit do státního nebo jiného veřejného rozpočtu v souladu se zákonem. Jedná se o způsob, jakým stát a další veřejnoprávní subjekty (územní samosprávné celky) získávají finanční zdroje na financování veřejných projektů a služeb, jako jsou například zdravotnictví, vzdělání, bezpečnost, infrastruktura a další oblasti.
V České republice existuje několik druhů daní, které se liší sazbami a způsoby výpočtu. Mezi nejznámější patří daň z příjmu, daň z nemovitých věcí a DPH (daň z přidané hodnoty). Každá z těchto daní má svá specifická pravidla pro výpočet a platbu.
Daňový systém je základním nástrojem hospodářské politiky a má významný vliv na ekonomiku země. Jeho konstrukce může mít zásadní dopady na podnikání, investice, spotřebu a zaměstnanost, a to jak pozitivní, tak i negativní. Z tohoto důvodu je nezbytné, aby daňová politika byla spravedlivá, transparentní a odpovídající současným ekonomickým potřebám a výzvám. Je nutné neustále aktualizovat a přizpůsobovat daňový systém změnám v ekonomickém prostředí, aby byl schopen podporovat udržitelný růst a rozvoj. Vytvoření efektivního a spravedlivého daňového režimu je klíčové pro dosažení ekonomické stability a prosperity.
Placení daní je základní povinností každé fyzické i právnické osoby, a její nedodržení může vést k vážným důsledkům, včetně finančních sankcí a právních trestů. Je proto zásadní, aby všichni daňoví poplatníci dodržovali stanovená pravidla a řádně si plnili své daňové povinnosti vůči státu.
Názory na zavedení daní se mohou lišit. Například libertariáni a zastánci rakouské ekonomické školy považují výběr daní za loupež, neboť plátce daně ji neodvádí dobrovolně, ale pod hrozbou sankcí.

## Historie
O daňovém systému lze mluvit ve státech teprve tenkráte, když se vlastní veřejná správa už vytvořila. Daňový systém se tudíž nevyvíjí hned se založením státu, nýbrž mnohem později. V téměř všech státech starého věku byly výdaje státní kasy hrazeny původně ze jmění státu samého (z výnosu statků panovnických, dolů atd.) a teprve později, když výdaje rostly, bylo zapotřebí postarat se o další úhradu. Tato úhrada záležela zpočátku v nepravidelných, více méně určitých dávkách, vybíraných dle jmění jednotlivců (původně zpravidla dle jmění nemovitého), až vedla k pevným i pravidelným dávkám, berním či daním.

### Starověk

#### Egyptská říše
Krátce poté, co První dynastie sjednotila Dolní a Horní Egypt (přibližně kolem roku 3000 př. n. l.) vznikl první nejstarší známý daňový systém na světě. Jednou z prvních zavedených byla daň z úrody. Faraon s ní v rozpočtovém hospodaření začal počítat už v roce 2649 př. n. l. Šlo o obdobu středověkého desátku, ale její výše nemusela být desetina úrody. Systémově šlo o kolektivní (komunitní) daň, kterou odváděla města a vesnice jako celek. Pokud daň odvedena nebyla, následoval trest pro správce daně, což je doloženo mnoha výjevy v zádušních chrámech Staré říše. Později byla tato kolektivní daň změněna mezi lety 2030 až 1640 př. n. l. na daň individuální, což vyžadovalo rozsáhlou a přesnou evidenci obyvatel a obhospodařovaných pozemků, což vyžadovalo vysoký nárůst počtu a schopností státních písařů. Neobratné vybírání kolektivní daně tak přispělo k vytvoření prvního administrativně-byrokratického aparátu, které daně vybíral individuálně a mnohem efektivněji. Výše daní byla postupně stanovena variabilně podle výnostnosti pozemku a výši hladiny každoročních záplav Nilu. Záplavy totiž zúrodňovaly půdu a ke sledování úrovně záplavy sloužily vysoké kameny se stupnicí (tzv. nilometry), přičemž některé z nich se dochovaly až do současnosti. Kdo nemohl odvádět daň z úrody, mohl si její výši odpracovat na veřejnosti a při faraonům prospěšných projektech (kopání zavlažovacích kanálů, kamenolomy, budování chrámů). Daně byly stanoveny z exportu a importu zboží, z exotických surovin (barviv, vůní, mastí), z textilií, z prodeje poživatin, provozování přívozu či lodi, prodeje zvířat a podobně.
Haremheb (faraon 18. dynastie) zavedl edikt trestající daňové podvodníky (krácení daní místními úředníky nebo naopak vybírání vyšších než spravedlivých daní). Vznikly též výjimky z daňové povinnosti, například pro chrámy, kněží, úředníky, vojáky, služebnictvo a podobně. Úlevy se týkaly i nejúspěšnějších obchodníků, stavitelů, velkoproducentů, kteří na oplátku faraona podporovali.

#### Athény
Ve státě Athénském shledáváme již v 4. stol. př. n. l. dávky veřejné zvané leiturgie, dále cla, veřejné pokuty a roku 476 př. n. l. tribut států spolčených, nazvaný fároi, jenž s počátku byl dobrovolnou dávkou spojených států ke společné obraně, později však, když kolem roku 460 př. n. l. společná pokladna byla přeložena z Délu do Athén, stal se tribut znenáhla povinným. Výše jeho určena nejprve na 600, později na 1300 talentů a byl placen buď v penězích nebo vypravením lodí. Od roku 411 př. n. l. byla místo poplatku zavedena zvláštní dávka (dvacátek), r. 377 př. n. l. vráceno se však ke způsobu původnímu, ale nazýván od té doby jen příspěvkem (syntaxis). Přímá daň ze jmění byla zavedena teprve v roce 428 př. n. l.; byla to daň progresivní, zakládající se na Solónově rozdělení občanstva ve 4 třídy dle jmění nemovitého i movitého.

#### Římská říše
V době království i v prvních létech republiky byly řádné výdaje uhrazovány z výnosu státních statků, mimořádné, zejména náklady válečné, mimořádnou berní (tributum), uloženou na jmění občanů. Berně taková uvádí se již v době prvních králů; přesnější upravení stalo se však teprve Serviovou ústavou, ve které berně byla dle censu upravena, a vybírání její nařízeno na základě listin tributárních. Tributum toto vypisoval senát dle úhrnného jmění občanů; za jmění musilo býti přihlášeno veškeré jmění movité i nemovité, původně ovšem pouze res mancipi, později však veškeré jmění vůbec; dluhy nesměly býti odečteny. Řemeslníci (aerarii) byli původně zapsáni do zvláštního seznamu a zvláště daněmi stíženi, a teprve censurou Appia Claudia (roku 312 př. n. l.) byli do tribu přijati a tam censováni. Orgánové k vybírání tributu ustanovení sluli tribut aerarii. Za daň ve vlastním smyslu tributum pokládat nelze, ježto býval pouze mimořádně placen a druhdy i občanům vrácen z výnosu kořisti.
Po podmanění provincií Římany bylo tributum římských občanův odstraněno a bývalo pouze výjimkou, např. v době triumvirátu (43 př. n. l.) vypsáno; ve skutečnosti zůstali římští občané od r. 167 př. n. l. od berní osvobozeni a od r. 89 bylo osvobození to rozšířeno na celou Itálii. Tíha berní spočívala pak úplně na provinciích. V těchto nebyl daňový systém upraven veskrze dle stejných zásad. Berně uložená provinciím byla daní pozemkovou a slula původně stipendium, ke konci republiky tributum soli. Vyměřena byla dle výnosu pozemků záležejíc zpravidla v částce 1⁄10 veškerých plodů (v tomto případě byla nazvána decuma, tak jmenovitě v Gallii a od času Gracchův až na Caesara též v Asii), druhdy rovnala se hodnotě 1⁄10 osetých a 1⁄5 sázených rostlin hospodářských nebo 1⁄7, 1⁄5, 1⁄4 úrody obilní, nebo záležela v pevné, od výnosu půdy nezávislé dávce, která byla placena v penězích anebo v přírodninách a jevila se buď co daň pozemková buď co daň ze jmění.
Některé pozemky byly osvobozeny od placení berně, zejména pozemky řím. občanům udělené, pozemky ve státech spolčených a pozemky prodané s podmínkou opětného odprodeje (ager privatus vectigalisque nebo quaestorius), z nichž platila se zvláštní dávka (vectigal). Pozemky dani podrobené sluly fundi tributarii. Vybírání berně spočívalo na rozdělení provincie v okresy městské, kterépak tvořily zvláštní okresy berní. Na každý takový okres rozvržen určitý roční obnos stipendia a úřady provinciální byly povinny jej odváděti, samy pak vybíraly od obyvatelstva berně. Nebyl‑li obnos stanovený dovršen, byla vypisována daň osobní (ze jmění). Vedle stipendia odváděny i různé jiné dávky, jako obilí pro praetora a jeho kohortu, zvířata ke hrám aj. Mimo to vyskytuje se zvláštní druh berně osobní (zvané tributum capitis), kterou platiti bylo každému občanu a která začasté měla povahu daně živnostenské.
V době císařství přikročeno k opravě systému berního, jenž v tehdejší své způsobě na občany provincií uvaloval těžké a nespravedlivé břímě. Berně měly nyní vyhovovati zásadě stejnoměrnosti; k účelu tomu bylo podniknuto za Augusta zeměpisné vyměření celé říše i provincií a ustanoven zvláštní census, který původně jen za účel měl, aby veškeré příjmy byly seznány, jenž však později byl základem celého daňového systému. Census ten byl předsevzat ve všech provinciích, a to zvláštní úředníky (auditores ad census, censores, censitores), nad nimiž ustanoven byl pro každý větší okres vyšší úředník (legatus Augusti pro praetore censuum accipiendum).
Konečné upravení bylo soustředěno přímo u císaře, jemuž odevzdány práce censorův i stížnosti na vyměření. Nebylo tu již přihlíženo k berní síle měst, nýbrž větších okresů, ve které provincie byla rozdělena. Při vyměření vzaty za základ tabulky zhotovené Římany při vykázání půdy a sestaven podrobný katastr berní, ve kterém uvedeno bylo jméno pozemku, obce, ku které náležel, i kraje, dále jména dvou sousedů, pak druh pozemku dle určitých tříd (6 až 7), a konečně byl připojen inventář udávající veškeré jmění osoby, jíž pozemek náležel.
Vyměření to bylo skončeno teprve za Trajána. Za Diokleciána předsevzata nová reforma berní; až do té doby byla Itálie zproštěna povinnosti berní; nyní byla i ona rozdělena na berní lány (iugerum), jejichž určitý počet tvořil okres berní. Daň na okres vypadající platilo přední město berního okresu a rozvrhlo ji na majitele lánů dle zvláštního, velmi pečlivě sestaveného katastru.

#### Indie
Zákoník Manuův 7.126.-142 pojednává o daních. Podle 8.398 činí daň pro krále 5 % z hodnoty zboží.
Indie v průběhu času zrušila několik daní a zavedla nové. Mezi tyto daně patří dědická daň, daň z úroků, daň z darů, daň z majetku atd. Zákon o dani z majetku z roku 1957 byl zrušen v roce 2015. Přímé daně v Indii byly řízeny dvěma hlavními legislativami, Zákonem o dani z příjmu z roku 1961 a Zákonem o dani z majetku z roku 1957. Byl navržen nový zákon, Kód přímých daní (DTC), který měl tyto dva zákony nahradit. Nicméně, Zákon o dani z majetku byl zrušen v roce 2015 a myšlenka DTC byla opuštěna.

##### Placení daní
Placení berní dálo se v dobách císařství v určitých lhůtách, zpravidla ve třech: v září, jímž počínal berní rok, 1. ledna a 1. května, kdy vyplácel se též plat vojenský. Daň pozemková tvořila i za doby císařství hlavní berni, daně přímé byly pouze k doplnění zavedeny. Kdežto v Římě řemeslníci byli od daně osobní osvobozeni, vyskytuje se v provinciích jakási daň živnostenská, uložená řemeslníkům i obchodníkům a vyměřená dle určitých předmětů: lodí, otroků, koní apod., a též daň z příjmu, uložená peněžníkům dle odhadnutého jejich kapitálu. Od jednotlivých císařů předepsána některým řemeslníkům zvláštní daň živnostenská, tak zejména za Alexandra Severa krejčím, koželuhům, kožešníkům, zámečníkům aj. Mimo to vybírána též zvláštní daň z hlavy, ale, jak se obecně soudí, pouze od kolonů.
Mezi berněmi bývají uváděny ještě zvláštní druhy daní nebo lépe řečeno poplatky, jako daň z dědictví (vicesima resp. decima hereditatum et legatorum, dvacátek nebo desátek). Dále placeny poplatky celní, které zvláště za císařství dostoupily značné výše; ano i zvláštní »stánečné« vyskytuje se již u Římanů, vybírané od majitelů stánkův a nazvané vectigal ansarii et foricularii promercalium, jehož vybírání pronajato bylo publikánům. Povinnost berní vztahovala se na veškeré obyvatelstvo; osvobozeni od daní byli pouze sirotci a ženy, již platili toliko dávku k vydržování koní a k obstarávání píce, dále nemajetné osoby, jejichž majetek byl odhadnut na méně než 1500 assů (proletarii cives). Osobní osvobození jednotlivých občanů nebo tříd bylo zavrženo, a ani pokusy kněží, vymknouti se z povinnosti berní, neměly nikdy trvalého účinku.
Správa berní nalézala se nejprve v rukou králů, v době republiky v rukou senátu, pod jejichž dohledem dál se rozvrh daní i jejich vybírání. Státní pokladna nalézajíc se v chrámě Saturnově a bohyně Ops stála pod oběma městskými kvestory, jimž byli přiděleni četní úředníci. Vybírání berní pronajímáno jako v celém starověku publikánům, kteří náleželi stavu rvtířskému a výnosným postavením svým získali si značný vliv. Později utvořila se zvláštní družstva societates publicanorum. Doba pachtovní splývala s dobou lustra, byla tedy vyměřena na 5 let. V době císařské pronajímání berní obmezeno a zařízeny zvláštní pokladny i ustanoveni k vybírání daní úředníci císařští.

### Středověk
Zničením státního ústrojí následkem stěhování národů byl zamezen další vývoj správy veřejné a tím i vývoj daňového systému. Nově počal se vyvinovati ve státě Franckém. Tak vyskytuje se hned v prvních dobách vlády Merovingů tribut uložený podmaněným národům, zejména Alamanům, Durinkům a Longobardům, jenž začasté označován přímo za berni, totiž osterstuopha (= Ostersteuer, velikonoční daň), ježto se zpravidla v době velikonoční odváděl. Ano v Gallii nalézáme již skutečnou berni, zv. capitatio, daň to pozemkovou, která vybírána byla na základě zvláštního katastru; a sice tvořil tu pozemek mající cenu 1000 solidů jednotku ceny a tisící díl této ceny tvořil nejnižší sazbu daně, která však pravidelně několikanásobně byla vybírána. I osoby nemající nemovitostí platily jakousi daň z hlavy, zvanou tributum nebo census. Frankové neplatili žádné daně vůbec, ježto placení daně bylo pokládáno za znak odvislosti; osvobozeny od daně byly též pozemky darované králem církvi a pozemky vazalů církevních nebo franských; za to měli majitelé jejich jiné povinnosti, jako odváděti určité dávky ve přírodninách, pohostiti družinu panovníkovu a podobné.
Ježto moc panovníkova v říši Německé nikdy nedosáhla takové výše, by mohl císař ukládati daň poddaným svým, nýbrž každé povolení záviselo na vůli stavů ve sněmech shromážděných, kteří dosti houževnatě hájili práv svých, nemohl daňový systém v říši Německé vůbec dospěti k dokonalosti. S prvním pokusem, zavésti jakousi obecnou daň v říši Německé, setkáváme se teprve na poč. XII. st. za Jindřicha V. Pokus ten setkal se však s takovým odporem stavů, že Jindřich musil od něho upustiti, a ani nástupcům jeho nepodařilo se přiměti stavy k placení daně. Jakási daň osobní, vzniklá záhy ve středověku a mající obdobu svou v tzv. lidimonium, dávce to, již chráněnci císařovi platili, byla daň židovská, kterou platil každý Žid (zpravidla od 14. roku). Mimo to byla uložena klášterům i menším opatstvím daň jako náhrada za osvobození od povinnosti válečné, a říšským vasallům, kteří byli osvobozeni od konání povinnosti berní.
První jakási všeobecná daň vznikla teprve v XV. století za příčinou válek husitských, a sice vyskytuje se poprvé již v r. 1421 pod názvem »stý peníz« záležejíc v 1 % veškerých ročních příjmův. Od r. 1427 byl místo ní vybírán »obecný peníz«, jejž platiti bylo každému obyvateli přes 15 let starému z celého jmění jeho, movitého i nemovitého, ano i z pohledávek. Původně byla daň ta vybírána dle určitých, dosti podrobných sazeb, později vzata za základ sazba, dle které se ze jmění 1000 zl. platilo 1 zlatý daně, tak že se jako »obecný peníz« vůbec z každých 1000 zl. veškerého jmění odváděla daň 1 zl. a při povolování na sněmích jednáno vždy jen o to, v jakém objemu se tento obecný peníz vybírati má, zdali celý, nebo jen 1⁄2, nebo dokonce (jako za císaře Maximiliána) pouze 1⁄4. Daň tato trvala příliš krátko, i nemohla vésti k vývoji přesných zásad daňových; vymizelať již v XVI. stol.

### Novověk
Od 16. století vyskytuje se již určitější systém berní. Říšští stavové totiž povolovali každý rok (poprvé r. 1521) k uhrazení nákladů státních, zvláště vojenských, určitou sumu berní, rovnající se měsíčnímu žoldu tolika vojska, kolik na každého ze stavů dle »říšské matrikule« vypadalo; při tom byl ustanoven měsíční žold jezdce na 12, pěšího na 4 zl. Stavové vyhradili si však právo, by mohli berně na ně vypadající sami rozvrhovati na své poddané, kteréžto právo nazváno ius collectandi. Poddaným bylo sice – pouze však formálně – ponecháno právo odvolati se z nespravedlivého uložení k říšskému kamerálnímu úřadu. Co do vymáhání daně této nalézáme v zákoně z r. 1521 již i 3 stupně exekuce: totiž vojenskou moc, sekvestraci a prodej. Přes to však scházela se jen malá část daně té, ježto nebylo řádných orgánů dozorčích i výběrčích. Další obecnou daní byla daň na udržování říš. soudu komorního (vzniklá r. 1548), nazvaná Kammerziele, již stavové platili až do zrušení říše Německé. Úřady berní byly zřízeny při dvoře císařském a nazvány komory, jimž stavové přímo odváděli berně.
S teritoriálními výsostmi XV. století vyvíjel se též daňový systém v jednotlivých zemích, a to tím samostatněji a dokonaleji, čím více moci zeměpán nabýval vůči panovníku říše. Zeměpán rozvrhoval zcela neodvisle daň na poddané své, a sice k uhrazení nákladů říše i země své. Byly to hlavně daně pozemkové a ponejvíce ukládány městům, jež pak je rozvrhovala na své obyvatele. Sám stav kněžský i rytířský byl zpravidla daně prost, ale poddaní jeho daň platili. V mimořádných pak případech vybírány zvláštní daně, které stavy povoleny a pak na jednotlivé poplatníky rozvrženy byly.

### Dějiny daňového systému v Českých zemích
V Čechách počal se daňový systém velmi záhy vyvíjeti. Ve starých dobách byly i v Čechách všecky výdaje uhrazovány výnosem statků královských a regálův, a dále hlavně i z cel, o kterých se zmiňují již listiny z 10. a 11. století, a k jejichž vybírání již roku 1100 založen byl v Praze hlavní celní úřad (v Týně). K tomu‑li hledíme a k nadačním listinám ústavů církevních z XI. a XII. století, musíme uznati za správný náhled (zejména též dra. M. Talíře), »že již v nejstarších dobách byla v Čechách daň pozemková vybírána, ježto celní berně předpokládá stávající dávky a z těchto dávek, které se pouze při vyšším stupni vzdělanosti a při zvýšených potřebách státních vyvíjejí, lze sledovati, že daň pozemková již po delší čas vybírána býti musila«. Daň tato byla zvána tributum pacis, collecta generalis, pomoc, poklona, pocta, též sbírka (Losung), ano od XIV. st. užíváno pro ni obyčejně výrazu »berna«.
Daň tato nebyla pravidelná, nýbrž byla vybírána pouze v určitých případech. Tak ustanoveno v tak zvané kapitulační listině krále Jana, že tato collecta generalis čili berna má býti vybírána ve dvou případech, totiž při korunovaci krále a kdykoliv se králi narodí dcera. Též Karel IV. stvrdil před korunováním (1347), že jest oprávněn berni vybírati pouze při svatbě v domě královském, avšak při nápadě Dolní Lužice r. 1369 nařídil vypsání zvláštní berně a podobně r. 1373, když koupil a s královstvím Českým spojil Branibory. Za Václava IV. byla daň vybírána pouze jednou, roku 1389 za příčinou korunovace. Za účelem vybírání daně byla v oné době půda rozdělena na »lány« čili »huby« (aratura); tyto rozpadaly se pak v určitý počet korců (tak např. za Přemysla Otakara II. v 64, za Karla IV. v 72). Z každého lánu platili poddaní a dědinníci daň sněmem povolenou, např. r. 1327 16 českých grošů, kdežto statky šlechty a jejích služebníků byly osvobozeny. Dle uvedené listiny kapitulační platilo se z jednoho lánu daně jedna libra stříbra, vedle toho platili však mlynáři na řekách jednu libru stříbra nebo 16 českých grošů, mlynáři pak na potocích a řemeslníci, strojníci a hostinští jeden lot stříbra nebo 4 groše české.
O způsobu vypsání i rozvržení daně máme podrobnější zprávy z dob Václava IV. (z r. 1379). Vypsání »berny« dělo se královským patentem s udáním důvodů, vybírání samo svěřeno berníkům (viz tamže). Základem berny byly seznamy berny dřívější, změny mezi tím nastalé musily býti udány, a nesprávná udání pokutována ztrátou statku, ano i smrtí. Od r. 1406 až do r. 1535 platila se z jednoho lánu jedna hřivna, tj. 1 zl. 45 kr. dřívějšího počtu, a příspěvek na služné berního (jeden groš z každého lánu), tzv. výmazné. Již za Václava IV. byla berně málokdy placena, tím méně za Zikmunda; zejména Táborité odporovali placení berní, až r. 1420 výslovně nařízeno bylo, že i oni řádně platiti mají všecky dávky i berně. Na sněmu r. 1436 povolili stavové velmi značnou daň celého jednoho úroku z poddaných, jenž záležel v půlročním obnosu všech dávek a daní, které dědinníci nebo poddaní v celém království svým pánům odváděli Avšak již r. 1437 stěžoval si Sigmund, že daň se neschází a že vynesla pouze 2300 kop českých grošů.
Roku 1443 byl opět povolen tento »roční úrok«, ano dokonce – bylo‑li by toho třeba – »dvojí roční úrok«, r. 1453 opět pouze »jednoroční úrok«. Berně tato byla vyměřena dle rejstříku pozemkového a odváděna od pánův a zemanů berníkům krajským. Dědinníci, kteří neměli úředníků nebo poddaných a své role sami vzdělávali, měli platiti dvě kopy grošů z jednoho lánu. Též kapitalisté měli ze svých kapitálův odváděti těmto berníkům půlroční výnos úrokův. Ježto každá taková daň sněmem českým povolena býti musila, povolování však závislé bylo na různých poměrech, hlavně politických, nedálo se ukládání a vybírání i pozdějších berní povždy ani dle stejného způsobu, ani stejnou měrou.
Stavové přiznávali králi pouze právo žádat daň jen v uvedených případech, zpěčovali se uvaliti na se pravidelnou sumu daně a povolovali jen různé dávky bez určitého principu. Tak byla za Vladislava II. povolena zvláštní berně jako pomoc proti Turkům, jež se platila z hlavy: páni a rytíři po jednom zlatém uherském za každého člena rodiny a z poddaných i z čeledi po jednom groši, v Praze a v ostatních městech královských platil každý hospodář po 10 grošů, z manželek i dětí, ze sluhův a služebnic po jednom groši, děkanové a faráři po jednom zlatém, střídníci a jiní kněží po jednom groši. Roku 1509 povolené dvě berně (jedna ke korunování Ludvíka, druhá na výplatu zámků Gutštejnských) byly opět vybírány dle rozvrhu vojenské hotovosti krajským sněmem učiněného, zpravidla 6½ grošů z každého pěšího. Roku 1514 pak povolena poprvé berně z každé várky (daň pivovarní), a sice hned na tři léta najednou, která byla vyměřena tak, že páni a rytíři i jich poddaní platili z korce po jednom groši a města z pivného věrtele též po jednom groši. Sněmovním usnesením z r. 1517 uložena držitelům statků dle přiznané jimi ceny pozemků daň ½ groše z každé kopy čes. grošů ceny jejich pozemků. R. 1523 povolena králi Ludvíkovi opět značnější berně ze statků gruntovních jednoho groše z jedné kopy.
Pravidelněji byly vybírány berně za Ferdinanda I., který k vedení válek proti Turkům stále se dovolával pomoci stavů. V prvních létech jeho panování bylo povoleno sněmem (již roku 1528) místo daně stavěti vojsko (6000 pěšákův a 1000 jezdců), roku 1530 však povolena dávka 50 000 míšen. kop grošů na dvě léta po sobě, jejíž ⅔ stav panský a rytířský převzal tím způsobem, že každý své statky i jmění na vlastní svědomí udati měl, dle čehož pak daň na každého vypadající vyměřena byla. Ohledně ostatní třetiny uzavřel stav městský zvláštní smlouvu. Podobné určité dávky byly povolovány i v létech pozdějších, tak zejména roku 1534 a 1537. V l. 1541, 1542 a 1543 povolil generální sněm koruny České na pomoc proti Turkům berni 10 kop z každých 1000 kop přiznaného majetku stavů; roku 1556 dokonce berni 10 kop z každých 1000 kop přiznaného majetku stavů i poddaných.
Za panování Ferdinanda I. uvalena byla opět na města královská nyní již trvalá, na sněmovním usnesení nezávislá daň z piva, zvaná dědičné posudné; r. 1534 bylo učiněno snesení sněmu, dle kterého z každého prodeje nemovitých statků v zemi měla se platiti daň; ta však, ačkoliv na 3 léta byla povolena, již prvního roku skoro nic nevynesla, protože byla velmi obtížná a nebylo orgánů výběrčích a kontrolujících. Roku 1567 byla místo dřívější berně z majetku zavedena berně domovní, totiž berně vyměřená z počtu osedlých poddaných i z domů v městech, a bylo za účelem bernickým předsevzato v létech následujících často sčítání usedlých i sepsání domů. R. 1610 byla povolena sněmy zvláštní daň pro císaře ad liberam (sc. dispositionem) regis, tzv. camerale, roku 1615 nařízena na 5 let daň z každého domu nebo chalupy obydlené, každého roku po 20 českých groších z jednoho domu; Praha pak a jiná města královská svolila platiti místo této podomovní berně hotovou sumu 25 000 kop míšenských.
Roku 1640 byla po prvé povolena pevná suma pro celé království 3 638 300 zlatých na vydržování vojska, zvaná militare, ke které musili přispívati vrchnosti dle počtu svých poddaných města, kněží a vůbec svobodníci. Militare to rozpadalo se na militare ordinarium, jež odváděly vrchnosti dle počtu svých poddaných, na které je rozvrhovaly; a militarium extraordinarium, jež platily vrchnosti samy dle počtu svých usedlostí.

#### Berní rola
Teprve po válce třicetileté bylo pomýšleno na pevnou soustavu berní. K tomu konci ustanoveno na sněmě r. 1652, že má býti pro každý kraj ustanovena zvláštní komise ke zkoumání přiznání podaného jednotlivcem o jmění, a dále určeno, že má býti přihlíženo ke všem osobám, jež dosáhly roku 20. a jsou usedlé, které totiž polovici svých pozemkův osívají a role vzdělávají potahem; z chalupníků považováni 4 za jednoho usedlého. R. 1654 byl seznam ten dokončen a nazván berní rolou, dle níž též daně vybírány. Aby pak touto daní postiženy býti mohly i živnosti, byly užitky živnostní i průmyslové odhadnuty tak, jako by byly poskytovány z pozemkův, a utvořeny tím usedlosti smyšlené (zvané fictitium). Ale brzy vyskytly se nedostatky takového zařízení, a stavové musili svolovati k berním vedlejším a výpomocným, aniž však nedostatky ty se odstranily.
R. 1714 bylo opět provedeno nové upravení: uloženoť patentem (2. března 1714) všemu duchovenstvu, vrchnostem, městům i poddaným, aby podali svá přiznání, na jejichž základě byla daň až dosud placená (3,180.480 zl.) rozvržena dle usedlostí. Za jednu usedlost vzat výnos 180 zl., a berně každé usedlosti byla vyměřena ze 60 zl. Katastr ten byl skončen r. 1726. Ježto však zpravování extraordinaria dálo se dle počtu usedlostí, a nebyl brán zřetel k rozsahu pozemků k jedné usedlosti náležejících, navrhli stavové r. 1749, aby při vyměřování berně bylo hleděno též na všechny pozemky vrchnostenské. Vyhovujíc návrhu tomu vydala Marie Terezie nařízení (22. května 1749), jímž znova byla uložena vrchnostem přiznání, která pak podrobena byla revisi. Při tom byli vyloučeni domkáři a řemeslníci, nemající rolí, a podrobeni zvláštní dávce ze své výživy a vedlejších užitků. Výsledek toho byl pak zvláštní systém berní, zvaný terezianský, jenž nabyv platnosti r. 1756 spočíval na katastru dvojím; rustikálním (pro pozemky selské) a na katastru zvaném exequatorium dominicale (pro pozemky panské). Dle tohoto systému obnášela daň z výnosu požitků selských 42,1 %, z výnosu požitků panských pouze 29 % a z domů panských jen 25 %.

#### Josefinská reforma
Nespravedlivé toto rozdělení přimělo císaře Josefa II. k opětné reformě, a patentem ze dne 20. dubna 1775 byla stanovena hlavní zásada nového upravení daně pozemkové, totiž, že co do výšky její nemá býti rozdílu mezi pozemky selskými a panskými. Zároveň nařízeno nové měření obcemi, při čemž pozemky po prvé označovány byly čísly topografickými; pak vyšetřil se výnos pozemku na základě vlastního přiznání. Daň dle toho systému, zv. josefinským, obnášela ze 100 zl. hrubého výnosu při polích a vinicích 10 zl. 37½ kr., při lukách a zahradách 17 zl. 55 kr., při pastvinách a lesích 21 zl. 15 kr., a sice byla vyměřena daň každému jednotlivému majiteli pozemků zvlášť. Zároveň však bylo ustanoveno, že každému musí zbýti z hrubého výnosu 100 zl. nejméně 70 zl. pro živobytí a pro zapravování nákladu na pozemek a jiné výlohy. K vypisování a vybírání daně té byli ustanoveni zvláštní úředníci berní, kdežto dříve obojí zastávali zřízenci vrchnostenští. Systém ten trval pouze do r. 1790, ve kterém patentem z 30. dubna zaveden opět na krátkou dobu systém tereziánský, až za vlády Františka I. přikročeno bylo opět k novému upravení Daňový systém a patentem z 1. srpna 1793 zaveden systém zv. terezianojosefinský, jenž spočíval v podstatě na systému josefinském, a při kterém značně bylo uvolněno poddaným.

#### Trvalý katastr
Nedlouho na to (patentem z 20. srpna 1810) byla v život uvedena opětná reforma a ustanovena k provedení jejímu zvláštní »dvorní komise k regulování berní«, jejíž práce byly sice válkami na čas přerušeny, která však dekretem z 23. prosince 1817 opětně svolána byla, by pracovala na trvalém katastru berním. K tomu účelu předsevzato podrobné měření celé země a vycenění užitků pozemkových (Katastr). Řádná daň pozemková, uložená na vyšetřený výnos, obnášela 16 % vyšetřeného výnosu čistého; k tomu byla od roku 1849 uložena přirážka 1⁄3 daně (»třetinová přirážka«) a pak přirážka válečná čili mimořádná v konečné sumě ⅓ daně řádné, tak že daň z pozemku se státními přirážkami činila 26⅔ % čistého výnosu. Vedle toho byly vybírány ještě přirážky k fondu vyvazovacímu, obecnímu, školnímu atd. Při nehodách živelních bylo poskytnuto částečné nebo úplné prominutí daně.
Katastr trvalý byl zaveden v Čechách. na Moravě, ve Slezsku, Dolním i Horním Rakousku, Solnohradsku, Štýrsku, Korutanech, Krajině, Přímoří, Dalmacii a ve velkovévodství Krakovském a zůstal zde v platnosti až do upravení daně pozemkové dle zákona ze 24. května 1869, tedy do konce r. 1880. Vedle něho byly v ostatních zemích rakouských až do této doby v platnosti jiné systémy. Tak byla v Haliči vybírána daň pozemková na nepatrně zlepšených základech katastru josefinského, v Bukovině řídila se sice daň ta dle vyšetřeného výnosu čistého, ale byla předepsána způsobem srostitým (konkretálním) obcím, a majitelé pozemků každé obce rozvrhovali pak část jim uloženou sami dle čísel katastru, aniž úřad zeměpanský při tom měl nějakého vlivu. V Tyrolsku a ve Vorarlberku byla ukládána daň ta dle vyšetřených hodnot poplatných nemovitostí. Uvedeným zákonem z r. 1869 byl zaveden v celém Rakousku jednotný princip, jenž platí až dosud.
Vedle daně pozemkové byla hlavně v městech placena zvláštní berně ze stavení, ne sice jako pravá daň domovní, nýbrž jakožto její rovnomocnina; tak přispívala města pražská a podobně i jiná na vyzbrojení pěchoty, na uhrazování dluhův a p. dle hodnoty jejich domů, které za tím účelem nejprve do 5. tříd byly vřaděny (v I. tř. byla daň 15 zl., v II. tř. 12 zl., v III. tř. 8 zl., ve IV. tř. 6 zl., v V. tř. 3 zl., v Praze obnos dvojnásobný), později do 7 tříd. První pokus zavésti daň domovní stal se patentem Josefa II. z 1. září 1788, jenž sice již za půl roku, současně s josefinským upravením daně pozemkové, vzal za své, byl však základem patentu z 23. ledna 1820, kterým samostatná daň domovní (placená ze stavení i z částí s ním souvisících) v celém Rakousku zavedena byla: pouze v Tyrolsku zůstalo až do nejnovějšího upravení daně pozemkové (1880) při starém systému, dle kterého byla stavení zpravidla na venkově jako části s pozemkem souvisící podrobena dani pozemkové.

#### 19. století
Nyní rozeznává se daň domovní třídní a daň domovní činžovní (čili z nájemného). Patentem z 31. prosince 1812 zavedena pro celé Rakousko (v Čechách cirkulářem českého gubernia z 12. března 1813) daň z výdělku, patentem z 29. října 1849 daň z příjmů. Mimo tyto daně, zvané přímé, zavedeny jsou v Rakousku daně nepřímé a to: 1. daň potravní a) z piva, b) z vína a moštu, c) z výroby a prodeje lihovin, d) z výroby vína umělého a polovina v místech v příčině daně potravní za uzavřená prohlášených, e) z masa, f) z cukru, a 2. daně z věcí spotřebovatelných, a sice z hracích karet, kalendářův a periodických tiskopisův. (O nynějším upravení daní viz Daně.)

### Dějiny a popis daní v dalších evropských zemích

#### Anglie
V Anglii vyskytuje se ve starých dobách zvláštní dávka fumage, která se odváděla z pozemků zpravidla v přírodninách bez povolení se strany sněmu, a sice až do revoluce Viléma III., dále shipmoney (lodní peníz), jenž se jeví jako daň válečná, pak excise (daně ze spotřeby) a customs (cla), jež vesměs sněmem povolovány býti musily. Do dávné doby sahá též vývoj daně pozemkové (Land-Tax), vyměřované dle výnosu pozemků. Celková suma její byla každoročně určena sněmem, a stavové sami rozdělovali ji svými orgány. Katastru nebylo, daňový systém spočíval na pouhém odhadu, jejž statkáři sami, v první řadě Justice of the Peace, bez kontroly předsebrali. Daň ta nebyla pevná, ježto výše její závisela na povolení stavů; teprve r. 1692 byl činěn pokus určiti pevnou míru berní, a sice stanoven výnos 1 liber za jednotku berní, z níž se platilo daně 1 šl. (= 3 %). Při této sazbě však nebylo dlouho setrváno a daň zvýšena až na čtyřnásobný obnos onen. Za Jiřího III. provedena další změna tím, že určen opět celkový obnos daně pro celou říši Anglickou (2,037.626 liber), který pak na jednotlivé země a dále na okresy i jednotlivce rozdělen byl dle výnosu pozemků, při čemž za základ vzat opět výnos 1 liber. Zvláštností je, že časem tato Land-Tax pozbyla povahy daně jsouc považována za hypothékární dluh, který zákonem (42. Jiřího III. c. 116) za výkupný prohlášen byl, tak že pak z takového pozemku žádná daň placena nebyla.
Za to však byla r. 1797 vedle staré Land-Taxy zavedena nová daň Income Tax z veškerého hospodářského příjmu, která r. 1842 byla opětně reformována a nazvána Income and Property Tax. Daň ta platí se z veškerých způsobů výdělku redukovaného na jednotku 1 liber. Katastru není, cenění děje se při každém pozemku zvlášť pod vrchním dohledem smírčího soudce (Justice of the Peace), jenž zpravidla bývá ustanoven z třídy velkostatkářské; není však dosud nikterak postaráno o spravedlivé rozdělení. Stará jest v Anglii též daň domovní. Mnozí shledávají v staré chimney money (daň z krbu) z r. 1622 první její základ. Za Viléma I. vyvinula se z ní daň domovní, mající povahu daně z příjmu, vyměřená podle počtu oken a zavedená pouze v městech; vedle této byla pak r. 1695 ustanovena první pravá daň domovní v celé Evropě vůbec, zvaná Inhabited houses duty dle ceny nájemné a užívací, uložená pouze pro venkov.
Obě tyto daně trvaly po dvě století vedle sebe, až r. 1851 zavedena v celé Anglii i pro města tato vlastní daň domovní. Všeobecné daně z výdělku Anglie nemá, ježto veškeré způsoby výdělku jsou podrobeny dani z příjmu, a pouze z některých živností vybírají se zvláštní dávky ve formě licencí. Daně nepřímé jsou v Anglii veskrze státní; jsou to hlavně daně potravní: daň z lihu, piva, tabáku, kávy a čaje.

#### Francie
Ve Francii počíná novější období daňového systému od konce XVIII. století, a to založením katastru pozemkového. Práce k tomu směřující počaly r. 1791, byly však přerušeny událostmi politickými. R. 1798 nařízeno znova katastrální vyměření usedlostí, při čemž měly ihned odstraněny býti veškeré rozdíly stavovské a zvláštní privileje. Zákonem ze dne 15. září 1807 bylo nařízeno založení nového parcelového katastru stabilního, i předsevzata podrobná vyměření celé země, jednotlivých území i statků, dále ustanovení pozemků vzorných (types), jejich hodnota i výrobní způsobilost, dále vyměřování každé parcely i její vcenění, konečně založení zvláštní mapy rolí. Ježto práce taková vyžadovala značného času, byl zaveden prozatímní katastr, dle něhož na základě dosavadních vyměření byla rozvržena daň určená pro celou říši.
Před revolucí již byla zavedena ve Francii daň domovní, která však od prvopočátku měla povahu daně z příjmu nájemníkova a byla různá v jednotlivých provinciích. Po revoluci pak ustanovena zákonem ze dne 3. listopadu 1791 zvláštní daň contribution personelle et mobilière; první (contribution personelle) byla vyměřena z práce, druhá (contr. mobilière) z příjmu, pokud se tento jeví v rozsahu bytu a v nájemném. Při první byl berní jednotkou jeden pracovní den, berní míra byla v jednotlivých departementech různá. Zákonem z 21. dubna 1832 byla daň převedena na daň třídní, nejvyšší se sazbou 1 fr. 30 centů, nejnižší 50 centů pro každého obyvatele práce schopného. Contribution mobilière, zavedená nejprve pouze ve městech, byla zákonem ze 24. listopadu 1798 rozšířena i po celém venkově, a sice byla různá v rozličných departementech, aniž dbáno rozdílu mezi městy a venkovem; byla to contribution des portes et fenêtres, vyměřená dle počtu dveří a oken bytů. Zákonem z 21. dubna 1832 byla daň ta nově upravena a ustanoveno 6 tříd obcí a vedle toho dle různosti dveří a oken 48 různých stupnic.
Zákonem z 2. března 1791 zavedena zároveň se živnostenskou volností daň z výdělku, která zahrnovala daň osobní i živnostenskou; na výdělek ryze osobní uložena daň ze mzdy s hodnotou 3 dnů pracovních; za předmět daně z povolání, platů, živností a podniků nebyl vzat kapitál, nebo příjem, nebo druh živnosti, nýbrž zavedena pro všecky živnosti daň pevná (droit fixe), která se platila při vydání živnostenského listu a řídila se dle počtu najatých místností. Později ustanoveno 7 tříd. Vedle této daně platila se ještě jiná, zvaná droit proportionnel pro skutečný výnos, a sice bylo stanoveno 8 tříd provozovacích, z nichž každá rozdělena na 9 tříd místních. Vedle této daně z výdělku byla již r. 1791 vypsána daň z příjmu zcela nezávislá na obou druzích daně z výdělku, zvaná contribution mobilière, která se řídila rovněž dle nájemného. Daně ze spotřeby jsou všecky daněmi obecními. Státní daň zavedena pouze (zákon ze 26. dubna 1806) na výrobu soli, která dříve byla regálem.

#### Itálie
Před sjednocením Itálie měl každý stát svůj zvláštní daňový systém. Ve všech státech tvořila základ jeho daň pozemková, k jejíž vybírání byly ve státech italských zařízeny zvláštní katastry, ponejvíce dle vzoru rakouského; pouze Piemont neměl katastrálního vyměření, nýbrž jen ocenění dle vzoru anglického. Daň velmi se různila; tak např. platilo se v Lombardii ze 100 lir hrubého výnosu 19,9 centů, v Toskáně pouze 9,1 centů.
Když pak Itálie od r. 1860 zaváděla sjednocenou správu, bylo hlavně i pomýšleno na jednotný daňový systém v celé Itálii; při tom opět v první řadě hleděno k dani pozemkové. Ježto se staré katastry co do cenění příliš lišily a proto ku všeobecné berni se nehodily, bylo předsevzato obecné vycenění, ale bez nového katastrálního měření. Teprve zákonem ze dne 14. července 1864 zaveden provisorní katastr (conquaglio provisorio), zároveň zrušena všechna privilegia, a suma 110 mil. lir rozvržena prozatím jako úhrnná daň na nové provincie. Současně s tímto provisorním katastrem jala se vláda zaváděti i zvláštní daň domovní. K tomu účelu proveden odhad všech stavení městských i venkovských a vyloučena pouze stavení rolnická, ovšem i stavení veřejná. Zákonem z 26. ledna 1865 byla daň tato obecně ustanovena v celé Itálii, skládajíc se z 121⁄2 % výnosu nájemného, a zákonem z 11. srpna 1870 znova upraveno rozdělení daně té v jednotlivé třídy. Zákon z 21. března 1877 zavedl daň z výdělku, a sice jedinou pro veškeré druhy výdělku, i živnostenského i osobního, dle 4 tříd (imposta sulla richezza mobile). Daně potravní v Itálii po zrušení daně z meliva v r. 1883 není.

#### Rusko
Vedle různých dávek veřejných, zejména poplatkův a cel, vybírala se v Rusku zvláštní daň, která měla více povahu daně z hlavy nežli daně pozemkové; neukládala se totiž na pozemek, nýbrž na majitele pozemku (zvaného obrok), jenž odváděl určitou částku, aniž předsevzato nějaké měření nebo oceňování pozemků a jejich výnosů. Daň ta byla v každé obci (mir) tím způsobem vyměřena, že sečetl se počet »obroků« v obci; ježto však v Rusku zachovala se dlouho zásada společného vlastnictví obce, a majitelem pozemku vlastně obrok nebyl, nýbrž celý mir, ukládána daň vždy celému miru a od něho též jako od nedílného celku vymáhána. Mir pak rozvrhoval daň na své příslušníky.
Později ručil šlechtický statkář za daň v obcích jemu náležejících. Povinnost tato tížila ruskou šlechtu značně, zvláště v létech neúrody, nebo když za příčinou větších výdajů státních i daň byla zvýšena, a proto naléhala hlavně šlechta na opravu daně této.
Opravy takové provedeny hlavně ve století XVIII. a XIX., když se již utvořilo svobodné vlastnictví na místě vlastnictví obce. Tím teprve založen byl vlastní stav selský a utvořen přechod od staré daně z hlavy k dani z pozemků. Přechod ten počal ukazy z r. 1861 a 1862, kterými daň pozemková, spočívající na vlastnictví obce a osobním ručení vrchnosti šlechtické, měla býti spojena s vlastnictvím jednotlivých rolníkův, avšak bez osobní povinnosti berní a berní exekuce. Ukazem ze dne 30. května 1882 ustanoveno, že daň z hlavy od r. 1883 postupně nahrazena býti má jinými berněmi, a sice v několika létech dle toho, jak zavedeny budou jiné prameny příjmů. Již r. 1883 osvobozeno od daně z hlavy služebnictvo vrchností, které dříve bylo nevolné, a jiné osoby bez zaměstnání. Později byla daň tato zrušena i pro jiné třídy obyvatelstva, tak že r. 1883 obnášela pouze 20 mil. rublů, kdežto r. 1881 ještě 601⁄2 mil. vynášela.
Za to vznikly daně nové, a sice zákonem ze dne 17. března 1884 daň pozemková, rozvržená na jednotlivé pozemky dle určité, pro celou říši ustanovené sumy, při čemž určeno 1 jitro za jednotku pozemkovou. Dále zavedena daň domovní, vyměřená dle středního pětiletého platu nájemného, a to ne pouze z domů a stavení, nýbrž ze všech nemovitostí v městě se nalézajících (např. i ze zahrad). Odhad děje se zpravidla každých 10 let městskými úředníky ponejvíce pod skutečnou hodnotu. I tato jest daní repartiční jako daň z pozemků. Daň z výdělku, ustanovená zákonem ze dne 9. února 1865, skládá se z daně dvojí. Z veškerých podniků platí se totiž zvláštní »daň patentní« za právo koncesse (po způsobě francouzském). S podniky do první třídy náležejícími byla spojena jistá výhradná práva, jmenovitě právo k cizozemskému obchodu námořskému, právo k bankovním obchodům, ano tito »patentovaní« obchodníci byli dříve i osvobozeni od konání povinnosti vojenské (což přestalo zavedením obecné povinnosti vojenské).
Vedle těchto patentů byla zároveň ustanovena daň ze skutečného provozování živnosti, která je různá v jednotlivých městech dle jejich důležitosti průmyslové. Reforma provedena zákonem ze dne 6. prosince 1880 tím, že od daně patentní jsou vůbec osvobozeny menší podniky, kdežto větším podnikům přitíženo. Vedle toho platí se v Rusku ještě zvláštní daň úroková, za to není tam daní nepřímých (daně potravní).
Německo
Daňové příjmy Německého císařství v roce 1913 dosáhly významné částky, ale válka výrazně ovlivnila tyto příjmy. Blokáda a snížení dovozních cel na potraviny vedly k poklesu příjmů a k deficitům v některých provozovaných podnicích.
Daň je kulturním fenoménem, jak zde můžeme vyčíst, s historií sahající až do starověkého Egypta a Římské říše. Britská příjmová daň představuje moderní přístup, zatímco DPH, vzniklá v poválečném Německu, se rozšířila do více než 130 zemí díky technologickému pokroku a globalizaci. Německá technologická revoluce přinutila změnit koncept tradičních principů zdanění a jejich aplikaci a vyvolala výzvu implementovat a vynucovat mezinárodní daňový režim pod autoritou mezinárodních organizací, například OECD.
Německá daňová správa je rozdělena mezi federální a státní úřady. Místní daňové úřady, známé jako Finanzamt, spadají pod státní úřady a spravují sdílené daně pro federaci a státy. Celkem existuje kolem 650 daňových úřadů v Německu. Po reformách v letech 2006 a 2009 federace také spravuje některé daně, přičemž Federální centrální daňový úřad (Bundeszentralamt für Steuern, BZSt) je odpovědný za tyto úkoly a také za udělování identifikačních čísel pro daňové účely od roku 2009.
Převažující daně zahrnují daň z příjmu a DPH. Právní základ pro daně je stanoven v německé ústavě. I když je pravomoc v daňových záležitostech rozdělena, ve skutečnosti se většina daní (95 %) vybírá na federální úrovni. Federální vláda získává příjmy z daně z příjmů, daně z prodeje nemovitostí a kapitálových zisků. Daňová povinnost může být snížena různými odpočty a přídavky na děti. Někteří nerezidenti jsou také povinni platit daně v Německu. Korporace jsou obecně povinny platit daně, s několika výjimkami. Produkty a služby v Německu podléhají DPH podle pravidel EU. Další typy daní zahrnují převody nemovitostí, dědické a darovací daně, kapitálové zisky a daně z motorových vozidel. 
Polsko
Daně v Polsku jsou opět vybírány jak centrálními, tak místními vládami. Daňové příjmy v Polsku představovaly v roce 2017 33,9 % HDP země. Nejdůležitějšími zdroji příjmů jsou daň z příjmu, sociální pojištění, korporátní daň a daň z přidané hodnoty, které se všechny uplatňují na národní úrovni.
Příjem získaný je obvykle předmětem progresivní příjmové daně, která platí pro všechny, kteří jsou v pracovním procesu.
Španělsko
Nejdůležitějšími zdroji příjmů jsou daň z příjmu, sociální pojištění, korporátní daň a DPH. Agencia Estatal de Administración Tributaria je odpovědná za většinu sběru národních a regionálních daní. Některé menší daně jsou vybírány menšími správami. Daňový rok ve Španělsku následuje kalendářní rok a způsob výběru daní závisí na daném typu daně. Čtyři historické území mají zvláštní postavení ve výběru daní (Álava, Bizkaia, Gipuzkoa, Navarra).Tato území mají zvláštní daňový režim, který jim umožňuje vybírat a spravovat své vlastní daně, a poté předat část svých příjmů do státní pokladny Španělska. Tento systém je založen na dohodách mezi těmito provinciemi a španělskou vládou, známou jako Concierto (pro provincie v Baskické autonomní komunitě) a Convenio (pro Navarru).

## Charakteristika daně
Daň je platbou:
- nedobrovolnou, povinnou,
- zákonem stanovenou, a tudíž vynutitelnou (nástroji jako jsou úroky, vymáhání dluhu, trestní stíhaní)
- nenávratnou – povinný příspěvek, který po zaplacení není možné vrátit. Stanovuje se jako jednostranná závazek, při kterém plátce nemá právo žádat protihodnotu od instituce, jež daň vyžaduje,
- neekvivalentní – za zaplacenou daň nevzniká právo na přímé protislužby ve formě určitého veřejného zboží nebo peněžitého plnění,
- neúčelovou – plátce daně nemůže ovlivnit, na co budou daně použity,
- do veřejného rozpočtu,
- pravidelně se opakující.

## Účel a funkce daní
Důvodem existence daní je nutnost získat prostředky pro veřejný sektor k financování funkcí státu a veřejné správy, jako jsou:
a) základní funkce státu, které jsou nutné pro existenci státu:
1. veřejná správa (moc) – vytváření a udržování pravidel a zákonů,
  - zákonodárné a řídící orgány – v demokracii volené zastupitelské sbory – ústřední, regionální (zemské, krajské apod.) a místní (obecní)
  - jejich zaměstnanci – úřady, rovněž na různé úrovni působnosti, zejména územní
2. vynucování dodržování těchto pravidel:
  - policie,
  - soudnictví,
  - vězeňství,
  - obrana[zdroj⁠?!] proti hromadnému napadení, zejména ze zahraničí – armáda,

b) doplňkové, vedlejší funkce státu, které mohou být (a částečně i jsou, zejména v některých zemích) ponechávané soukromé iniciativě, cíle bývají jednak sociální a jednak ovlivňování podnikání a ekonomiky vůbec.
1. Sociální funkce spočívá v přerozdělování bohatství mezi různé vrstvy obyvatelstva, zpravidla pro zmírňování rozdílů v životní úrovni; sociální oblast působnosti státu tvoří obvykle jeho největší výdaje státu; vysoká míra přerozdělování ve prospěch chudších obyvatel se nazývá socialismus a takové státy socialistické. Jde například o
  - pomoc sociálně slabým, např. sociální (chudinská) péče, sociální dávky,
  - pomoc tělesně postiženým,
  - pomoc starým občanům včetně starobních důchodů a
  - podpora v nezaměstnanosti.
  - zdravotní péče: následná, léčebná nebo preventivní, hygiena; obvykle druhý největší náklad státu,
  - podpora vzdělávání, zejména státním školstvím.
  - ochrana přírodního bohatství a životního prostředí,
  - dotace na veřejnou dopravu.
2. Ekonomická funkce státu (takové metody a pohledy na hospodaření státu se označují jako fiskální politika) jsou např.
  - výstavba, údržba a provozování infrastruktury,
  - mění výhodnost některých činností
    - uvalováním daní nebo
    - podporou prostřednictvím subvencí (zápornými daněmi), 
tak např. ovlivňuje výrobu a spotřebu různého zboží a služeb, zejména jako prevence zdraví a bezpečnosti obyvatel anebo podporuje investice v zájmu ekonomiky.

Služby státu mohou být z daní financovány buď úplně nebo mohou daně např. doplňovat individuální pojištění či spoření řízené zákonem a jsou tedy do jisté míry další formou zdanění.
Mezi základní funkce daní můžeme zařadit:
- alokační – souvisí s neefektivností v alokaci zdrojů na trhu,
- redistribuční – přerozdělování příjmů mezi chudými a bohatými,
- stabilizační – zmírňování cyklických výkyvů v ekonomice,
- fiskální – financování veřejných rozpočtů,
- stimulační – příkladem negativní stimulace je zdanění alkoholických nápojů a cigaret, čímž chce stát regulovat jejich spotřebu, a snížit tak negativní dopady na zdraví spotřebitelů.

## Konstrukční prvky daně
Mezi konstrukční prvky daně řadíme daňový subjekt, předmět daně, osvobození od daně, základ daně, odpočty od základu daně, sazba daně, slevy na dani.

### Daňový subjekt, předmět daně, osvobození od daně
V kontextu daňových povinností je klíčové odlišit mezi termíny poplatník a plátce daně. Poplatník je osoba, jejíž příjmy nebo majetek podléhají zdanění, tedy jejichž ekonomická aktivita nebo držení majetku jsou základem pro vyměření daně. Na druhé straně, plátce daně je ten, kdo má podle zákona povinnost odvádět vybranou daň do státního rozpočtu. Tato povinnost zahrnuje buď přímé inkasování daně od jiných osob či zadržení daně z příjmů jiných poplatníků, a její následné převedení do veřejných financí.
Předmět daně definuje, z čeho je daněný subjekt povinen platit daně. Historicky byl používán termín "daň z hlavy", kde předmětem zdanění byla konkrétní osoba (hlava). Nicméně v současných daňových systémech se tento typ daně výrazněji nevyskytuje. Místo toho se setkáváme s daněmi, které mají jako předmět zdanění majetek, spotřebu či příjem. Nejdůležitější je definovat předmět daně co nejpřesněji. S tím souvisí dva pojmy, které se často zaměňují – vynětí z předmětu daně a osvobození od daně. Vynětí z předmětu daně znamená, že daný objekt není předmětem daně. Osvobození od daně nám říká, z jaké části předmětu daně se daň nevybírá. Můžeme se setkat jak s úplným osvobozením, tak částečným.

### Základ a sazba daně
Základ daně může být vyjádřen v peněžní hodnotě v korunách nebo v konkrétních fyzických jednotkách. Pokud je základ daně vyjádřen v peněžní hodnotě, hovoříme o relativní sazbě daně. Naopak, pokud je základ daně určen konkrétními fyzickými jednotkami, je uplatňována pevná sazba daně. Relativní sazbu daně dále dělíme na:
- konstantní – např. daň z hlavy[10] (typ daně, která se platí za každou osobu nebo za každou hlavu v domácnosti, nezávisle na jejich příjmu nebo majetku),
- lineární (proporcionální) – procentuální sazba daně je pro všechny plátce stejná, výše daně je tedy přímo úměrná výši daňového základu,
- progresivní – čím vyšší je daňový základ, tím vyšší je progresivní procentuální sazba daně
  - stupňovitá progrese – pro celý základ daně se použije sazba daně specifikovaná pro dané daňové pásmo.
  - klouzavá progrese – základ daně se postupně zdaňuje jednotlivými úrovněmi daňové sazby, kterými základ daně prochází
- regresivní – s rostoucím daňovým základem procentuální sazba klesá.

Podle druhu předmětu daně rovněž můžeme určit jednotnou sazbu daně, která je stejná pro všechny druhy předmětu daně, nebo diferencovanou sazbu daně, která se typicky vyskytuje u DPH.

### Odpočty od základu daně, slevy na dani
Prostřednictvím odpočtů dochází k úpravě základu daně a tedy ovlivňování daňové povinnosti. Standardní odpočty snižují základ daně o předem stanovenou pevnou částku, jestliže při splnění zákonných podmínek. Nestandardní odpočty se odčítají od základu daně v prokazatelně vynaložené výši, která je limitována absolutně nebo relativně. Jedná se například o úroky z úvěrů na bytovou potřebu či příspěvky na penzijní připojištění a pojistné na penzijní pojištění.
Slevy na dani mohou snížit samotnou daňovou povinnost (vypočtenou daň). Sleva na dani může být stanovena absolutně – pevnou částkou, nebo relativně – procentuálně. Nejčastěji se nám vybaví slevy na dani v souvislosti s daní z příjmu fyzických osob, kde se může jednat například o základní sleva na poplatníka, sleva na manželku (manžela) žijící s poplatníkem v domácnosti, sleva z titulu pobírání invalidního důchodu, sleva držitele průkazu ZTP/P, či sleva pro studenta. Nicméně slevu na dani najdeme i u jiných daní – například u silniční daně v souvislosti s kombinovanou dopravou.

### Rovné zdanění
V rámci daně z příjmů se často užívá termín "rovná daň", zejména při diskusi o dani z osobního příjmu. Tento systém zahrnuje čistě lineární daň s jednotnou sazbou, která odstraňuje odchylky a výjimky, jako jsou například úlevy. Tím dochází k zjednodušení administrace, což snižuje náklady jak na straně státního výběru a vymáhání daně, tak na straně stanovení a odvodu daně ze strany plátců.
Taková daň s prakticky jednotnou sazbou v Česku platí pro daň z příjmu podniků (právnických osob).

## Druhy daní
Základním způsobem klasifikace daní je dělení na:
- daně přímé, které platí poplatník sám na vlastní účet, a
- daně nepřímé, které platí plátce daně, ovšem na účet poplatníka (od něhož předem daň vybere, např. formou přirážky k ceně).

Do těchto základních dvou skupin patří:
1. daně přímé
  1. daň z příjmů
    - daň z příjmů fyzických osob
      - univerzální daň, podléhají jí veškeré zdanitelné příjmy jednotlivců
      - je prostředkem redistribuce důchodů
      - 5 dílčích daňových základů, hlavní příjmy ze závislé činnosti
      - základ daně se snižuje o nestandardní odpočty, daň se snižuje o slevy na dani
      - sazba daně je progresivní
      - část příjmů tvoří samostatné základy daně

    - daň z příjmů právnických osob
      - předmět daně jsou všechny příjmy z činností a z nakládání s majetkem, u nepodnikatelských subjektů příjmy z činností uskutečňovaných za účelem dosahování zisku
      - základ daně se odvozuje od účetního výsledku hospodaření před zdaněním, sníženého o nestandardní odpočty
      - sazba daně je lineární

  2. daně majetkové
    - daň z nemovitých věcí
      - Vybírá se na základě polohy nemovitosti a je jedním z hlavních příjmů obcí. Zahrnuje jak daň z pozemků, tak daň ze staveb.
        - základ daně – výměra pozemků v m2
        -  sazba daně diferencovaná podle typu pozemku a pevná

      - (daň ze staveb
        - základ daně – půdorys staveb v m2      
        - sazba daně diferencovaná a pevná, zvyšuje se s každým dalším nadzemním podlažím stavby)

    - daň silniční
      - poplatek, který se platí za užívání silnic a je využíván k financování údržby a rozvoje silniční infrastruktury,
      - jednorázové daně, vyměřují se při bezúplatném převodu majetku
      - základ daně – hodnota převáděného majetku
      - sazba daně – progresivní a diferencovaná podle příbuzenského vztahu mezi nabývajícím a předávajícím    

    - daň z nabytí nemovitých věcí (zrušena zákonem č. 386/2020 Sb., kterým se zrušuje zákonné opatření Senátu č. 340/2013 Sb., o dani z nabytí nemovitých věcí, ve znění pozdějších předpisů)
      - jednorázová daň, vyměřuje se při úplatném převodu nemovitostí
      - základ daně – kupní cena nebo ocenění podle zákona
      - sazba daně – jednotná a lineární
2. daně nepřímé
  1. univerzální daň
    - daň z přidané hodnoty
      - Předmět daně je dodání zboží, poskytování služeb, převod nemovitostí,…
      - Sazba daně – lineární diferencovaná
      - Univerzální daň, všestranná daň

  2. selektivní daň
    - spotřební daň
      - Předmět daně[12] – 5 komodit zboží (minerální oleje, lihoviny, pivo, víno a meziprodukty, tabákové výrobky, surový tabák)
      - Základ daně – počet fyzických jednotek
      - Sazby daně – pevné a diferencované
      - Clo je taky specifickou daní ze spotřeby, povinná platba spojená s přechodem zboží přes hranice Evropského společenství (celní politika EU je jednotná)

    - ekologická daň
      - daň z elektřiny
      - daň ze zemního plynu a některých dalších plynů (plátci jsou dodavatelé a provozovatelé distribučních sítí)
      - daň z pevných paliv[13]

Mezi další typy třídění daní řadíme:
- dle objektu – daně z důchodu, majetku a spotřeby,
- dle veličiny – kapitálové (stavové), běžné (tokové)
- dle adresnosti – osobní (zohledňující platební schopnost konkrétního poplatníka), in rem ("na věc" – nezohledňující platební schopnost konkrétního poplatníka)
- dle daňového určení – státní, municipální, vyšších územněsprávních celků, svěřené
- dle OECD – OECD rozeznává tyto daně a jejich kódy:
  - 1000 – daně z důchodů, zisků a kapitálových výnosů
  - 2000 – příspěvky na sociální zabezpečení
  - 3000 – daně z mezd a pracovních sil
  - 4000 – daně majetkové
  - 5000 – daně ze zboží a služeb
  - 6000 – ostatní daně

## Ekonomický pohled na daně
Daně obecně ovlivňují ekonomiku.
Podle některých ekonomických teorií, vycházejících z předpokladu pouze nákladového charakteru daní, nepřímé daně deformují trh, čímž způsobují v ekonomice ztráty.
Na prvním obrázku můžeme vidět rovnováhu na dokonale konkurenčním trhu bez daní. V této rovnováze se prodává množství Q1 za cenu P1. Pokud se na takovém trhu zavede daň, kdy kupující při každém uskutečněném obchodu zaplatí fixní částku d, rovnováha na trhu se změní, jak je vidět na následujícím obrázku:
Cena pro zákazníka vzrostla o část daně na P2 (druhou část zaplatí ve výsledku výrobce, jehož výnos se sníží na P3), zákazník je proto ochoten koupit menší množství zboží Q2. Státu přísluší výnos z daně znázorněný Q2 ⋅ d (označený žlutě).
Je vidět, že o tento výnos se sníží přebytky jak spotřebitele, tak výrobce. Poměr, v jakém se o platbu daně podělí (tzv. incidence či dopad daně), závisí (na dokonale konkurenčním trhu) na elasticitě daného zboží. Např. u zboží s nízkou elasticitou poptávky nese většinu nákladů spotřebitel. Sem patří kromě základních potravin také např. alkohol či tabák, u kterého se jakékoli zvýšení daně typicky projeví přesně stejným zvýšením ceny. Na druhé straně u zboží s úplnou elasticitou poptávky nese celou daň prodávající; to se týká typicky luxusního zboží, u kterého se zvýšení daně do ceny nepromítne.
Jak je na obrázku také vidět, není daň prostým přenosem bohatství od výrobců a zákazníků ke státu; část přebytku je zdaněním ztracena. Na obrázku je tato část označena červeně. Tyto ztráty se označují jako náklady mrtvé váhy. Z důvodu existence nedokonalé konkurence dochází k tomu, že dojde k produkci menšího objemu výrobků, než kdyby na trhu fungovala dokonalá konkurence.
Tento příklad je samozřejmě extrémně zjednodušený – daň má fixní výši a hlavně se neuvažuje, k čemu stát peníze získané na daních využívá. Daň může být z ekonomického hlediska ospravedlněná, pokud odstraňuje jiné, větší neefektivity, které poškozují trh, např. při budování hmotné nebo společenské infrastruktury nebo vynucování práva, které předchází negativním externalitám nebo monopolům. V takových případech může daň naopak působit jako nástroj (označuje se pak jako Pigouova daň) pro zvýšení efektivity trhu.

## Daňové příjmy a veřejné rozpočty
Zákon v §2 odst. 1 zákon č. 280/2009 Sb., daňový řád, ve znění pozdějších předpisů, stanovuje, že daně jsou příjmem veřejného rozpočtu, respektive snížením příjmu veřejného rozpočtu, pokud se jedná o tzv. vratku. Můžeme specifikovat, že se jedná o veřejné příjmy veřejných rozpočtů, jelikož jsou tato peněžitá plnění upravena předpisy veřejného práva – práva finančního. Daňové příjmy tvoří nejvýznamnější část příjmů veřejných rozpočtů. Téměř 90 % všech příjmů veřejných rozpočtů jsou právě příjmy daňové povahy, které do nich plynou na základě právní povinnosti vyplývající z daňověprávního vztahu mezi státem a daňovým subjektem.
Daňové příjmy jsou definovány jako výnosy z daní z příjmů a zisků, příspěvků na sociální zabezpečení, daní vybíraných za zboží a služby, daní ze mzdy, daní z vlastnictví a převodu majetku a dalších daní. Celkové daňové příjmy vyjádřené jako procento HDP označují podíl na výstupu země. S daňovými příjmy souvisí i tzv. daňové zatížení, které se měří jako podíl daňových příjmů k HDP.
Z hlediska charakteristiky se jedná o příjmy běžné, pravidelné, plánované, nedobrovolné, nenávratné, neekvivalentní a neúčelové. Velmi důležitou charakteristikou daňových příjmů je jejich pravidelnost. Jelikož se jedná o nejvýznamnější příjmy, není pro veřejné rozpočty možné, aby se pravidelně neopakovaly, nicméně nelze vyloučit jednorázově uloženou daň. Charakteristiku „nedobrovolné“ lze rovněž nahradit slovem „povinné“, a to v důsledku toho, že se jedná o právní povinnost uloženou právním předpisem. Je důležité dodat, že daně nejsou ukládány za porušení určité právní povinnosti (to samozřejmě nelze říct o příslušenství daně), a tudíž daňové příjmy mají také nesankční charakter.
Pojem „veřejný rozpočet“ můžeme definovat jako peněžní fond, bilanci, finanční plán či nástroj veřejné politiky. Jedná se o součást rozpočtové soustavy společně se státními a místními rozpočtovými peněžními účelovými fondy a rozpočty veřejnoprávních neziskových organizací. Avšak zákon č.  280/2009 Sb., daňový řád, ve znění pozdějších předpisů, pro své účely vymezuje tento pojem na základě taxativního výčtu. Dle § 2 odst. 2 se veřejným rozpočtem rozumí státní rozpočet, státní finanční aktiva nebo rezervní fond organizační složky státu, rozpočet územního samosprávného celku, rozpočet státního fondu nebo Národní fond, rozpočet Evropské unie, nebo rozpočet, o němž to stanoví zákon. Lze tedy říci, že se jedná o rozpočet státu územních samosprávných a jiných obdobných celků, veřejnoprávních korporací a dalších osob a jednotek veřejného práva, příp. výjimečně i osob soukromého práva výlučně vykonávající působnost v oblasti veřejné správy. V tomto ohledu je důležité zmínit právní prameny, které se k tomuto tématu vztahují. V případě státního rozpočtu se jedná o zákon č. 218/2000 Sb., zákon o rozpočtových pravidlech a o změně některých souvisejících zákonů (rozpočtová pravidla), u územních samosprávných celků o zákon č. 243/2000 Sb., o rozpočtovém určení výnosů některých daní územním samosprávným celkům a některým státním fondům (dále jako „zákon o rozpočtovém určení daní“), u státních fondů se jedná o zákony zřizující jednotlivé státní fondy a v souvislosti s příjmy rozpočtu Evropské unie hovoříme o nařízení, kterým se stanoví víceletý finanční rámec na období 2021–2027.  
Součástí každého veřejného rozpočtu je jeho příjmová a výdajová strana. Příjmy veřejných rozpočtů nejčastěji členíme na daňové, nedaňové, kapitálové a přijaté dotace, řádné a mimořádné, neúvěrové a úvěrové, běžné a kapitálové či plánované a neplánované. Příjmy veřejných rozpočtů můžeme definovat jako peněžité zdroje, které slouží k financování výdajů veřejných rozpočtů. Veřejné příjmy, respektive příjmy veřejných rozpočtů, slouží zejména k zabezpečování a financování veřejných statků a služeb.
V souvislosti s veřejnými rozpočty nelze opomenout tzv. rozpočtové určení daní, kdy dochází k přerozdělování daňových příjmů v rámci rozpočtové soustavy. Územní samospráva tak získává více finančních prostředků prostřednictvím předem rozdělených výnosů z daní v rámci soustavy veřejných rozpočtů. Pokud celý výnos daně plyne do jednoho veřejného rozpočtu, hovoříme o tzv. svěřené dani. Pokud se výnos mezi jednotlivé veřejné rozpočty dělí, jedná se o daně sdílené. Od 1.1.2021 jsou příjmy vybrané z DPH, z daně z příjmu právnických osob (s výjimkou daně, jejímž poplatníkem je obec nebo kraj) a z daně z příjmu fyzických osob ze samostatné výdělečné činnosti a vybírané srážkou směřovány z 64,38 % do státního rozpočtu a 35,62 % do rozpočtů územních samosprávných celků. Příjmy z daně z příjmů fyzických osob ze závislé činnosti jsou odváděny z 62,88 % do státního rozpočtu a 37,12 % do rozpočtů územních samosprávných celků. Vybraná daň z nemovitých věcí jako jediná je v plném rozsahu součástí rozpočtů obcí. Dle §5 zákona o rozpočtovém určení daní výnos silniční daně 9,1 % na celostátním hrubém výnosu spotřební daně z minerálních olejů tvoří příjmy Státního fondu dopravní infrastruktury. Územně samosprávným celkům nenáleží daňová pravomoc, a tudíž nemohou ovlivňovat výnosy z daní. Avšak může vytvářet vhodné podmínky pro individuální podnikání, a tím tak nepřímo působit na budoucí daňové příjmy.
Správu a výběr daní vykonávají v České republice finanční úřady a finanční ředitelství, soustava celních orgánů, které se zejména zaměřují na správu cel, daně z přidané hodnoty při dovozu a spotřebních daní, a obecní úřady.
Základním a nejdůležitějším veřejným rozpočtem v České republice je státní rozpočet. Příjmy státního rozpočtu tvoří daňové příjmy, nedaňové a kapitálové příjmy a přijaté transfery. Výdajovou stránkou státního rozpočtu jsou běžné výdaje, jejichž nejvyšší položkou jsou sociální dávky, a kapitálové výdaje spočívající v investičních nákupech a transferech. Nejvýznamnějšími příjmy státního rozpočtu jsou příjmy daňové.
V roce 2019 činily daňové příjmy 1 315,71 miliard Kč, a tvořily tak 86,4 % celkových příjmů státního rozpočtu. Největší část těchto příjmů představovalo pojistné na sociální zabezpečení a příspěvek na státní politiku zaměstnanosti, a to ve výši 556,42 miliard Kč. Druhou již typickou daňovou položkou tvořily příjmy z DPH ve výši 297, 9 miliard Kč. Následovaly příjmy z daní z příjmů fyzických osob ve výši 165,6 miliard Kč, ze spotřebních daní (včetně energetických daní) ve výši 157,4 miliard Kč a z daní z příjmu právnických osob ve výši 124,4 miliard Kč. Nejnižšími položkami daňových příjmů byli například příjmy z tehdy ještě zavedené daně z nabytí nemovitých věcí a z daní z hazardních her.
V roce 2020 činily daňové příjmy 1 257,93 miliard Kč, a tvořily tak 85,3 % celkových příjmů státního rozpočtu. Největší položkou těchto příjmů opět představovalo pojistné na sociální zabezpečení a příspěvek na státní politiku zaměstnanosti, a to ve výši 540,43 miliard Kč. Příjmy z DPH byly inkasovány ve výši 287,86 miliard Kč. Následovaly příjmy ze spotřebních daní (včetně energetických daní) ve výši 154,77 miliard Kč, z daní z příjmů fyzických osob ve výši 154,08 miliard Kč a z daní z příjmu právnických osob ve výši 108,37 miliard Kč. Mezi nejnižší položky daňových příjmů patřily opět příjmy z daní z hazardních her.

## Efektivnost daní
Pokud je třeba posuzovat efektivnost daní, je třeba brát v potaz daňové náklady, mezi které řadíme administrativní náklady a nadměrné břemeno daně (náklady mrtvé váhy, Dead Weight Loss = DWL). Mezi přímé administrativní náklady patří náklady státní správy na organizaci daňového systému, na evidenci poplatníků, výběr daní, kontrolu, mezi nepřímé pak patří například čas strávený vyplňováním daňového přiznání či peníze vynaložené na zaplacení daňových poradců.
Dosažení ideálního daňového systému v praxi není možné. Je zde však snaha nalézt optimální formu zdanění. Například zdanění příjmů fyzických osob by mělo zajišťovat vysokou spravedlnost prostřednictvím progresivity. Jistě stojí za zmínku Sternovy optimální sazby důchodové daně, při jejichž konstrukci vycházel ze zjednodušených předpokladů, a došel k závěru, že výše sazby závisí na elasticitě substituce mezi prací a volným časem v závislosti na míře sklonu společnosti k rovnosti – čím je míra sklonu společnosti k rovnosti vyšší, tím je nižší sazba. U nepřímých daní je možné zmínit Ramseyovy daně, které se zabývají zdaněním spotřebních komodit, kdy sazba daně je nepřímo úměrná elasticitě nabídky a poptávky, z čehož plyne, že vyšší sazby se vyskytují u komodit s nízkou elasticitou. To ovšem v praxi nevedlo ke spravedlivé redistribuci, a tak nebyly zavedeny. Otázkou optimální výše zdanění z hlediska výnosu daně se zabývá např. tzv. Lafferova křivka, která ukazuje, že od jisté míry již dalším zvyšováním daní výnos státu klesá

## Dohled nad správou daní
Mezi fáze správy daní řadíme stavení a placení daní. Stanovení daní zahrnuje vyměření a doměření daně. Během vyměřování daně dochází k podávání řádného daňového přiznání a následně k vyměření daně, daňového odpočtu nebo daňové ztráty. Pokud mezi podáním daňového přiznání a uplynutím posledního dne pro jeho podání zjistíme, že v daňovém přiznání je chyba, kterou je třeba opravit, podáme tzv. opravné daňové přiznání, a tudíž se k původnímu daňovému přiznání již nepřihlíží. V případě, že by se daňový subjekt zpozdil s podáním řádného daňového přiznání, bude mu stanoveno příslušenství daně – pokuta za opožděné tvrzení daně, která činí 0,05 % stanovené daně nebo daňového odpočtu za každý následující den prodlení (maximální možná sazba činí 5 % stanovené daně nebo daňového odpočtu). Pokud pokuta činí méně než 200 Kč, tak se nepředepíše ani neplatí. V případě, že zpoždění podání daňového přiznání nepřekročí 30 dnů (a jedná se o první zpoždění), může být pokuta snížena o polovinu. Po podání daňového přiznání přichází samotná fáze vyměřování daně. Může dojít ke 3 situacím:
- vyměření bez sdělení – není doručen platební výměr, nejsou shledány nesrovnalosti,
- vyměření na jinou částku – shledány nesrovnalosti (např. výpočtová chyba nebo jiná drobná nesrovnalost), platební výměr je doručen a lze se proti němu odvolat,
- postup k odstranění pochybností – shledány závažnější nesrovnalosti, zahajuje se na výzvu, je v ní dána min. 15 denní lhůta pro odstranění nesrovnalostí, pokud by se tak nestalo, správce daně zahájí vyměření podle pomůcek.

Fáze doměření daně na rozdíl od vyměření daně nedochází pravidelně, ale pouze v situaci, kdy je nutné změnit ji vyměřenou daň (resp. daňový odpočet či daňovou ztrátu). Pokud došlo k vyměření bez sdělení, nabývá poslední známa daň právní moci ihned, v ostatních případech až marným uplynutím lhůty pro podání odvolání či sdělením rozhodnutí o odvolání. V případě že je doměřována vyšší daň, je povinnost podat dodatečné daňové přiznání. V opačném případě se jedná o práva nikoli povinnost.
Daňový subjekt může zaplatit daň bankovním převodem, v hotovosti či přeplatkem na jiné dani. Pokud dojde ke zpoždění placení daně, vznikne subjektu povinnost uhradit úrok z prodlení, který činí repo sazba ČNB zvýšená o 14 procentních bodů (resp. o 7 procentních bodů u posečkané daně).
Správní orgán v oblasti daní nazývá správce daně. Dle §11 zákona č. 280/2009 Sb., daňový řád, ve znění pozdějších předpisů, má správce daně pravomoc vést daňová řízení a jiná řízení podle daňového zákona, provádět vyhledávací činnost, kontrolovat plnění povinností osob zúčastněných na správě daní, vyzývat ke splnění povinností, zabezpečovat placení daní zřídit a vést registry a evidence daňových subjektů a jejich daňových povinností. Mezi správce daně můžeme zařadit obecní úřady, finanční a celní správu. V České republice do soustavy finanční správy řadíme 14 finančních úřadů a Specializovaný finanční úřad (pod který spadají právnické osoby s obratem nad 2 miliardy Kč, banky, finanční družstva, pojišťovny, aj.), Generální finanční ředitelství se sídlem v Praze a Odvolací finanční ředitelství se sídlem v Brně. § 10 zákona č. 456/2011 Sb., o finanční správě, ve znění pozdějších předpisů, přisuzuje finančním úřadům pravomoc vykonávat správu daní, provádět řízení o správných deliktech, vykonávat dozor nad loteriemi, vybírat a vymáhat peněžitá plnění, vykonávat finanční kontrolu, vykonávat kontrolu dodržování povinností stanovených právními předpisy upravujícími účetnictví a ukládat účetním jednotkám pokuty podle těchto právních předpisů. Celní správa zahrnuje 15 celních úřadů a Generální ředitelství cel. Mezi kompetence celních úřadů patří správa spotřebních daní, daní ze zemního plynu a některých dalších plynů, z pevných paliv, daně z elektřiny, správa registru prodejců pohonných hmot, provádění celního dohledu a celní kontroly u dováženého, vyváženého a prováženého zboží, vybírání a vymáhání peněžitých plnění (např. pokut), která byla uložena jinými správními úřady v řízení podle správního řádu, kontrola, zda není na území ČR nakládáno se zbožím porušujícím práva duševního vlastnictví či kompetence vyplývající z postavení celních orgánů jako orgánů činných v trestním řízení u trestných činů, kdy byly porušeny celní a daňové předpisy v souvislosti s výkonem působnosti celních orgánů.
Úroveň státní správy ovlivňuje i způsob nastavení a výši daňových sazeb (vedle protikladných politických preferencí, jako například liberalismus a socialismus).
Nedostatky ve výběru a odvodu daně vedou:
- ke vzniku „daňového sektoru“, „koalice“ zájmových skupin, skupin soukromých osob a ve státní správě, které se ve společném zájmu zabývají především tím, jak snížení daně co nejlépe využít k vlastnímu prospěchu prostřednictvím korupce,
- k rostoucímu daňovému zatížení ve snaze zachování výnosů daně, které vede k ještě větší snaze poplatníků o daňové úniky,
- ve snaze o nápravu k rostoucímu počtu pracovníků ve státní správě, kteří by jinak přispívali k rozvoji hospodářství, s důsledkem jeho oslabení.

V centralistických politických systémech jsou daně záležitostí centrální správy, v systémech decentralizovaných – jako federace, konfederace – menších správních jednotek.
V systémech založených na principu subsidiarity jsou i daně, jejich výše a jejich použití, věcí občanů a obcí, včetně daní placených vyšším správním jednotkám jako kantonům, krajům, okresům, zemím a federaci.

## Daňová kontrola
Pod daňovou kontrolou máme na mysli postup, kterým správce daně prověřuje tvrzení daňových subjektů a jiné skutečnosti mající vliv na stanovení jejich daňové povinnosti, s cílem správného zjištění a stanovení daně. Zpravidla se provádí na už vyměřenou daň – omezenou daňovou kontrolu může vyústit v pochybné odstranění. Obecne přibývá daňových kontrol, zvyšuje se efektivnost daňové kontroly, neprovádí se všeobecné kontroly, ale správce daně jde po konkrétních informacích s tím že průběh kontroly může trvat několik měsíců. Závěr kontroly lze rozdělit do 4 fází: oznámení o zpracování daňové kontroly (sděluje se daňovému subjektu, který může vyjednávat o lhůtě na seznámení), projednání kontroly, podpis (+ může být vydán dodatečný platební výměr). Proti zprávě o daňové kontrole se nelze odvolat – lze se odvolat pouze proti platebnímu výměru. Během kontroly nelze podávat dodatečná DP i na zvýšení daňové povinnosti (to platí jen u daní, které jsou deklarovány během kontroly). Správce daně prověřuje správnost a úplnost konkrétního daňového základu a stanovení konkrétní daně. Oprávnění k výkonu daňové kontroly, začíná dnem, kdy se o prvním úkonu dozvěděl daňový subjekt, zpravidla podpis zprávy o zahájení kontroly a končí podpisem závěrečné zprávy.

### Povinnosti daňového subjektu v daňové kontrole
Daňový subjekt je povinen umožnit správci daně zahájení a provedení daňové kontroly
a zajistit vhodné místo a podmínky k provádění daňové kontroly, a to přiměřené možnostem daňového subjektu. Dále je povinen poskytnout informace o své organizační struktuře, o pracovní náplni jednotlivých útvarů, o oprávněních jednotlivých zaměstnanců a dalších osob a poskytnout informace o uložení účetních záznamů a jiných informací. Dále je povinen předložit důkazní prostředky pro doložení svých tvrzení, nezatajovat důkazní prostředky, a to i ty, které sice nemá k dispozici, ale je mu známo, kde se nacházejí, umožnit jednání s kterýmkoli zaměstnancem a další osobou, která zajišťuje činnosti daňového subjektu,
zapůjčit správci daně jím vyžádané doklady a další věci, případně poskytnout vzorky pro expertízu, umožnit přístup na pozemky, do každé provozní budovy, místnosti a místa, včetně dopravních prostředků a přepravních obalů.

### Práva daňového subjektu v průběhu daňové kontroly
Mezi práva daňového subjektu se řadí: předkládaní důkazních prostředků, nebo navrhovat důkazní prostředky, které on sám nemá k dispozici, být přítomen jednání se svými zaměstnanci nebo dalšími osobami, které vykonávají jeho činnosti, vyvracet pochybnosti vyjádřené správcem daně a podávat stížnost na postup.

## Daňové principy
Daňové principy vyjadřují požadavky na správný daňový systém i na jednotlivé daně. Také byly vždy poplatné stupni filosofického a ekonomického poznání a názorů své doby. Je jasné, že antičtí filosofové nebo středověký scholastici požadovali od daní jiné vlastnosti, než ekonomové jednadvacátého století. Zcela netradiční a účelové názory na daně měli protagonisté totalitních režimů, kteří především požadovali, aby i daně přispívaly k uchopení a udržení jejich moci.
Nejznámější ze starších daňových principů jsou daňové kánony Adama Smithe, které jsou platné dodnes, a jejichž základě ekonomové více než 200 let tříbili své názory na správný daňový systém.
V odborné literatuře se můžeme setkat s mnoha daňovými principy. Ekonomové se však dnes shodnou na dvou hlavních daňových principech: princip spravedlnosti a princip efektivnosti.

## Spravedlnost daní
Daně se považují za spravedlivé, pokud odpovídají představám lidí o rozdělení celkového daňového břemene na jednotlivé poplatníky. Můžeme též říci, že daně jsou spravedlivé, když je spravedlivá daňová redistribuce bohatství, důchodů nebo spotřeby. Požadavek daňové spravedlnosti tedy vyjadřuje názory na redistribuci.
Podle daňové teorie existují dva principy spravedlivého zdanění:
• Princip prospěchu (užitku, ekvivalence nebo též směnná teorie)
• Princip platební schopnosti (berní způsobilosti)
Princip prospěchu říká, že daně jsou spravedlivé tehdy, když poplatník jimi utrpí újmu, která odpovídá užitku, jenž má tento poplatník z veřejných statků, jejichž poskytování je daněmi umožněno. Princip prospěchu chápe daň ve funkci jakého si poplatku, kterým si poplatník zajišťuje ekvivalentní účast na veřejných statcích. Tento princip zachovává každému poplatníkovi stejný celkový užitek, jako měl před zdaněním a nemění tak ani vzájemné vztahy mezi užitky jednotlivých poplatníků. Situace žádného poplatníka není ovlivněna daněmi, ani chudobou či bohatstvím jiných. Jeho vztah je pak stejný jako u statků soukromých – získává je na základně ekvivalentní transakce.
Princip platební schopnosti říká, že poplatníci by měli platit daně podle své platební kapacity. V rámci tohoto principu existují dvě pojetí spravedlnosti, které musí platit současně:
• Horizontální spravedlnost, požaduje, aby poplatníci, kteří „jsou na tom stejně“, platili stejnou daň
• Vertikální spravedlnost, požaduje, aby ten, kdo je na tom lépe, platil větší daň
Z pohledu státu je však velmi těžké rozeznat, kdo je na tom „stejně“ a kdo je na tom „lépe“.

## Daňová amnestie
Daňová amnestie je klíčovým nástrojem v rámci daňové politiky státu, který umožňuje určité skupině daňových subjektů po omezenou dobu dodatečně zaplatit nepřiznané daně s mírnějšími sankcemi nebo v některých případech dokonce bez postihu. Existuje několik různých forem daňových amnestií, které se liší zejména mírou odpovědnosti, kterou daný viník po následném přiznání nese.
První skupinou jsou finanční amnestie, které snižují pokuty a penále spojené s nepřiznanými nebo krácenými daněmi. Naopak druhou skupinou jsou legální amnestie, které viníka zbavují právní odpovědnosti za konkrétní daňové podvody.
Dále můžeme dělit daňové amnestie podle jejich primárního účelu, který může zahrnovat zvýšení počtu registrovaných plátců daně, omezení krácení daně a podobně. Mohou být určeny jak jednotlivcům, tak i korporacím a liší se také v délce trvání, tedy doby platnosti daného programu amnestie.
Celkově je daňová amnestie důležitým nástrojem pro státní orgány k regulaci dodržování daňových povinností a může být využita k řešení různých daňových problémů ve společnosti.

### Důvody pro vyhlášení daňové amnestie

#### Ekonomické důvody
Jedním z důvodů pro vyhlášení daňové amnestie může být potřeba rychlého získání finančních prostředků v době finanční krize. Je také pravděpodobnější, že v době finanční krize se budou firmy spíše uchylovat ke krácení daně a dalším daňovým podvodům a proto může být daňová amnestie v tomto období vhodná. Vlády států, které praktikují politiku daňových amnestií se často domnívají, že tímto krokem dokáží dát podnikům, ale i jednotlivcům novou šanci a věří, že jejich rozhodnutí povede k vyšší efektivitě při výběru daní.
Vlády se také uchylují k daňovým amnestiím, v případech, kdy nemají efektivní nástroje nebo dostatečné množství informací k tomu, aby mohli vymáhat daně přímou cestou. Děje se tak hlavně v případech nezdaněného majetku v zahraničí a zejména pak v daňových rájích. K podobný krokům mohou ale přistoupit i vlády při výběru daní na vlastním území v případě, že nemají kvalitní kvalitní instituce pověřené výběrem daní, což je ve většině případů charakteristické pro rozvojové země.

#### Politické důvody
Existuje několik politických důvodů, proč by vláda mohla vyhlásit daňovou amnestii. Amnestie posiluje důvěru veřejnosti ve vládu a její schopnost efektivně spravovat daňový systém, což vede k větší loajalitě občanů a podpoře politické stability. Získání dodatečných finančních prostředků může být cílem amnestie, které mohou být využity k financování státních projektů nebo ke snížení státního dluhu. Amnestie přiměje daňové podvodníky k dobrovolnému přiznání svých nelegálních aktivit a zaplacení daní bez rizika trestního stíhání, což může snížit rozsah daňových úniků a zvýšit dodržování daňových předpisů. Vyhlášení amnestie ukazuje snahu vlády o řešení daňových problémů a ochranu zájmů občanů, čímž může získat popularitu a podporu veřejnosti, zejména ve volebním období. Amnestie může být použita i jako nástroj ekonomické stimulace, kdy poskytnutí možnosti legalizovat finanční prostředky může podpořit růst podnikání a zaměstnanosti. Tyto politické důvody mohou být použity vládou jako strategický nástroj k dosažení určitých politických cílů a zároveň k řešení daňových problémů ve společnosti.

#### Administrativní důvody
S výběrem daní jsou spojené administrativní náklady a to zejména finanční a personální. V některých případech mohou tyto náklady přesáhnout vymáhanou částku, pak už se jí logicky nevyplatí vymáhat, zde se zdá být relativně levná daňová amnestie výhodnou variantou.

### Negativní dopady daňové amnestie
I přes některé, zejména krátkodobé, pozitivní dopady daňové amnestie se najde mnoho jejích odpůrců.
Hlavním argumentem proti daňové amnestii je fakt, že jejím vyhlášením dochází k narušení principu právní jistoty, což může naopak vést ke zvýšení výskytu daňových podvodů. Toto platí obzvláště v případech, kdy stát aplikuje tuto politiku opakovaně a předvídatelně.
Dalším argumentem proti daňové amnestii, který má jak právní, tak morální aspekt, je otázka spravedlnosti vůči jedincům a společnostem, které řádně platí daně.
Celkový efekt daňové amnestie, po zhodnocení krátkodobých i dlouhodobých dopadů, stále zůstává sporný a jedná se tak o kontroverzní politiku.

### Příklady daňových amnestií

#### Spojené státy americké
V rámci Spojených států amerických se odvíjí politika daňových amnestií od přístupu jednotlivých států.
Například ve městě Los Angeles bylo vybráno celkem 18.6 milionů amerických dolarů v rámci programu daňové amnestie, který zde byl zrealizován v roce 2009. Celková vybraná částka převýšila odhady o 8.6 milionu dolarů a ušetřila podnikatelům 6.7 milion dolarů.

#### Rusko
V roce 2007 byl v Rusku vyhlášen program daňové amnestie, který během prvních šesti měsíců vynesl v přepočtu 130 milionů amerických dolarů. Tato daňová amnestie se nevztahovala na kohokoliv, kdo byl dříve usvědčen z daňových podvodů.

#### Norsko
Mezi lety 2008 a 2016 fungoval v Norsku program daňové amnestie zaměřený na jedince, kteří vlastnili nezdaněný majetek v zahraničí. Ti, kteří se dodatečně k vlastnictví přiznali nemuseli platit žádné penále a nebyli ani trestně stíháni. Studie z roku 2022, která zkoumala dopady výše zmíněné amnestie došla k závěru, že zhruba 1500 jedinců se dodatečně přiznalo k vlastnictví majetku v zahraničí a v následujícím období se jejich odvody na daních zvedly o 30%

#### Česká republika
Ministerstvo financí České republiky uvažovalo v roce 2010 nad zavedením daňové amnestie, nicméně nakonec se pro tento krok nerozhodlo, což odůvodnilo chystanou právní úpravou, která měla umožnit lepší komunikaci s daňovými ráji a také měla obsahovat možnost zmírnit postihy za daňové podvody, pokud viník přizná a projeví lítost nad svým jednáním.

## Daňová teorie

### Lafferova křivka
V ekonomii je Lafferova křivka teoretickou reprezentací vztahu mezi vládními příjmy zvýšenými o zdanění a všemi možnými sazbami zdanění. Používá se k ilustraci konceptu elasticity zdanitelného příjmu (zdanitelný příjem se změní v reakci na změny daňové sazby). Křivka je konstruována myšlenkovým experimentem. Za prvé je zvažována výše daňových příjmů získaných při extrémních daňových sazbách 0 % a 100 %. Je jasné, že 0% daňová sazba nezvýší žádné příjmy, ale hypotéza Lafferovy křivky je taková, že 100% daňová sazba také nebude generovat žádné příjmy, protože při takové sazbě již neexistuje žádná motivace pro racionálního daňového poplatníka vydělávat jakýkoli příjem, takže získané příjmy budou 100% z ničeho. Ak 0% sazba, aj 100% sazba zdanění nevytvářejí žádný příjem, vyplývá z vety o extrémní hodnotě, že mezi tím musí existovat alespoň jedna sazba, kde by byl daňový příjem maximální. Lafferova křivka je typicky reprezentována jako graf, který začíná při 0% dani, nulovém výnosu, stoupá k maximální sazbě příjmu zvýšené při střední sazbě zdanění a poté opět klesá na nulový příjem při 100% daňové sazbě.
Jedním z potenciálních výsledků Lafferovy křivky je, že zvýšení daňových sazeb za určitý bod bude kontraproduktivní pro zvýšení dalších daňových příjmů. Hypotetická Lafferova křivka pro jakoukoli danou ekonomiku může být pouze odhadována a takové odhady jsou někdy kontroverzní. The New Palgrave Dictionary of Economics uvádí, že odhady daňových sazeb maximalizujících příjmy se značně lišily, se středním rozsahem kolem 70 %.

### Optimalita
Většina vlád přijímá příjmy, které převyšují příjmy, které lze zajistit nezkreslenými daněmi nebo daněmi, které poskytují dvojí dividendu. Teorie optimálního zdanění je odvětvím ekonomie, které uvažuje o tom, jak mohou být daně strukturovány tak, aby poskytovaly co nejmenší mrtvou váhu nebo poskytovaly nejlepší výsledky z hlediska sociálního blahobytu. Ramseyho problém se zabývá minimalizací nákladů na mrtvou váhu. Protože náklady mrtvé váhy souvisejí s elasticitou nabídky a poptávky po zboží. Vyplývá z toho, že umístění nejvyšších daňových sazeb na zboží, u kterého je nejvíce nepružná nabídka a poptávka, povede k nejnižším celkovým nákladům na mrtvou váhu. Někteří ekonomové se snažili integrovat optimální daňovou teorii s funkcí sociálního blahobytu, která je ekonomickým vyjádřením myšlenky, že rovnost je cenná ve větší či menší míře. Pokud jednotlivci zažívají klesající výnosy z příjmu, pak optimální rozdělení příjmu pro společnost zahrnuje progresivní daň z příjmu. Mirrleesova optimální daň z příjmu je podrobný teoretický model optimální progresivní daně z příjmu v tomto smyslu. V posledních letech byla platnost teorie optimálního zdanění diskutována mnoha politickými ekonomy.

### Teorie fiskálního federalismu
Teorie fiskálního federalismu je ekonomická teorie, která se zabývá optimálním rozdělováním moci a finančních prostředků mezi centrální a regionální vlády.
Hlavními body této teorie jsou:
- Rozdělení moci a finančních zdrojů mezi centrální a regionální vlády by mělo být založeno na principu subsidiarity, tedy že rozhodnutí by měla být přijímána na nejnižší možné úrovni, kde jsou výhody nejvyšší a náklady nejnižší.
- Fiskální decentralizace může přinést výhody v podobě zvýšení efektivity a efektivity veřejných služeb, díky lepšímu přizpůsobení místním potřebám a preferencím obyvatel.
- Na druhé straně může fiskální decentralizace vést k problémům, jako jsou rozdíly v úrovni a kvalitě veřejných služeb mezi regiony, nebo přesouvání daňových břemen z bohatších na chudší regiony.

Silnými stránkami teorie fiskálního federalismu jsou důraz na subsidiaritu a decentralizaci, které mohou vést k lepšímu přizpůsobení veřejných služeb místním potřebám a preferencím obyvatel. Další výhodou je zvýšená transparentnost a odpovědnost veřejných institucí, když jsou příměji zodpovědné za alokaci finančních prostředků.
Slabými stránkami teorie fiskálního federalismu jsou možné rozdíly v úrovni a kvalitě veřejných služeb mezi regiony, a také přesouvání daňových břemen z bohatších na chudší regiony. Dalším problémem může být nedostatečná koordinace mezi regionálními vládami a centrální vládou, což může vést ke konfliktům a neefektivnosti.

### Teorie daňové spravedlnosti
Teorie daňové spravedlnosti je soubor názorů na to, jak by měl být daněn majetek a příjem jednotlivých občanů a firem, aby to bylo považováno za spravedlivé.
Hlavními body této teorie jsou:
- Horizontální rovnost: Lidé s podobnými příjmy by měli být zdaněni stejnou sazbou daně.
- Vertikální rovnost: Lidé s vyššími příjmy by měli být zdaněni více než lidé s nižšími příjmy.
- Proportionalita: Daně by měly být založeny na určitém procentu příjmu nebo majetku.
- Efektivita: Daně by měly být navrženy tak, aby minimalizovaly ztráty hospodářské aktivity.

Teorii daňové spravedlnosti formulovali někteří ekonomové, jako např. Adam Smith, John Stuart Mill a Arthur Cecil Pigou.
Silné stránky této teorie zahrnují to, že podporuje zásadu rovnosti a spravedlnosti, což může přispět k vyššímu pocitu sociálního smíru a solidarity. Také může vést k efektivnějšímu fungování ekonomiky, pokud jsou daně navrženy tak, aby minimalizovaly ztráty hospodářské aktivity.
Slabiny této teorie spočívají v tom, že není vždy snadné určit, co je spravedlivé zdanění. Různé skupiny obyvatelstva mohou mít odlišné názory na to, jak by měly být daně navrženy. Také může být obtížné uplatňovat rovnost v zdanění, pokud jsou daně založeny na příjmech, které nejsou snadno měřitelné (např. nelegální příjmy).

### Teorie vlivu daní na ekonomický růst
Teorie vlivu daní na ekonomický růst zkoumá, jakým způsobem jsou daně spojeny s růstem ekonomiky a jaký je optimální daňový systém pro podporu ekonomického růstu.
Tuto teorii zformulovala skupina ekonomů, kteří tvrdí, že vysoké daně mohou mít negativní vliv na hospodářský růst. Podle této teorie je nejlepší způsob, jak podpořit ekonomický růst, snížení daní, zejména na podniky a investice.
Hlavními argumenty této teorie jsou:
- Vysoké daně mohou snížit stimulaci podnikání, inovací a investic, což může omezit růst produktivity a tím i celkového růstu ekonomiky.
- Vysoké daně mohou vést k odlivu kapitálu do jiných zemí, kde jsou daně nižší, což může také negativně ovlivnit hospodářský růst.
- Pokud jsou daně používány na financování vládních výdajů, může to vést ke snížení efektivity a produktivity, což opět může omezit hospodářský růst.

Mezi silné stránky této teorie patří důraz na důležitost snížení daní pro podporu ekonomického růstu a zvýšení produktivity. Mezi slabé stránky patří skutečnost, že neberou v úvahu další faktory, které mohou ovlivnit růst ekonomiky, jako je například vzdělávání, infrastruktura nebo regulační rámec. Kromě toho se často neberou v úvahu sociální dopady snižování daní, jako je například nerovnost v příjmech nebo omezení financování veřejných služeb.

### Teorie daňové neutrality
Teorie daňové neutrality je ekonomická teorie, která se zaměřuje na to, jak daňový systém ovlivňuje hospodářské rozhodování jednotlivců a podniků. Podle této teorie by daňový systém neměl ovlivňovat rozhodnutí jednotlivců a podniků v otázce, zda mají něco nakoupit, prodat nebo investovat. To znamená, že daňový systém by měl být neutrální vůči hospodářským rozhodnutím.
Teorii daňové neutrality poprvé představil ekonom James Mirrlees v roce 1971. Podle Mirrleese musí být daňový systém navržen tak, aby minimalizoval ekonomické zkreslení a aby byl co nejvíce spravedlivý.
Hlavními body teorie daňové neutrality jsou:
- Daňový systém by neměl ovlivňovat rozhodnutí jednotlivců a podniků v otázce, jak nakupovat, prodávat nebo investovat.
- Daňový systém by měl být co nejvíce spravedlivý, tzn. že by měl být navržen tak, aby plátci daní platili daně v souladu s jejich schopností a výkonem.
- Daňový systém by měl minimalizovat ekonomická zkreslení, tzn. aby nezpůsoboval nežádoucí hospodářské efekty, jako jsou např. snižování produktivity nebo narušování konkurence.

Mezi hlavní výhody teorie daňové neutrality patří zvýšení efektivity hospodářství a snížení nežádoucích ekonomických efektů způsobených daňovým systémem. Na druhé straně může být teorie daňové neutrality kritizována za to, že nedostatečně zohledňuje potřeby sociálních skupin s nižšími příjmy, kteří mohou být znevýhodněni v rámci neutrálního daňového systému.

### Teorie daňové konkurence
Teorie daňové konkurence (Tax competition theory) je teorie, která se zabývá vlivem daňové politiky na chování firem a investic. Tuto teorii poprvé představil v roce 1956 americký ekonom Charles Tiebout. Podle této teorie se firmy a investoři rozhodují, kde investovat nebo podnikat na základě úrovně daňové zátěže v jednotlivých zemích. Pokud je v jedné zemi vyšší daňová zátěž než v jiné zemi, mohou firmy a investoři přesunout své aktivity do země s nižší daňovou zátěží.
Hlavní myšlenkou teorie daňové konkurence je to, že země se snaží snižovat svou daňovou zátěž, aby přilákaly více investorů a firem a zvýšily tak svůj hospodářský růst. To může vést ke snižování daňových sazeb a daňových úlev, aby se země stala konkurenceschopnější v porovnání s jinými zeměmi. Zároveň tato teorie zdůrazňuje rizika související s daňovou konkurencí, jako je nižší daňové výnosy a negativní dopady na veřejné služby a sociální programy.
Silnou stránkou této teorie je to, že upozorňuje na význam daňové konkurence jako faktoru ovlivňujícího rozhodování investorů a firem. Zároveň však může vést k narušení rovnováhy mezi státy a k negativním důsledkům pro veřejné služby a sociální programy.

### Teorie vlivu daňových zvýhodnění na investice
Teorie vlivu daňových zvýhodnění na investice tvrdí, že snížení daňové zátěže pro určité typy investic a investory může vést k zvýšení celkového objemu investic v ekonomice. Tuto teorii prosazovalo zejména tzv. supply-side economics, tedy ekonomické směřování, které klade důraz na snížení daňové zátěže s cílem zvýšit hospodářský růst.
Hlavním argumentem této teorie je, že snížení daní pro investory vytváří pobídku k investicím, což může zvýšit kapitálovou výrobu a produktivitu. Podle této teorie by snížení daní pro podnikání a investice vedlo k většímu množství kapitálu, který je k dispozici pro financování nových projektů, což by zase vedlo k většímu růstu ekonomiky.
Mezi silné stránky této teorie patří zdůraznění důležitosti daní a daňové politiky pro hospodářský růst a podnikání. Nicméně, teorie vlivu daňových zvýhodnění na investice má i své kritiky. Někteří kritici tvrdí, že snížení daní neznamená nutně zvýšení investic, ale může vést k růstu dluhu a ke ztrátě příjmů pro státní rozpočet. Dále se také často objevuje kritika v tom smyslu, že daňové zvýhodnění pro určité typy investic může vést k nespravedlivému rozdělování daňového břemene mezi různé skupiny obyvatel.

### Teorie optimálního daňového zatížení
Teorie optimálního daňového zatížení je teorie, která zkoumá, jaké daňové zatížení je optimální pro dosažení určitého cíle, jako například maximalizace společenského blahobytu nebo snížení nerovnosti příjmů. Tato teorie předpokládá, že existuje určitá úroveň daní, která minimalizuje negativní dopady na hospodářství a zároveň zajistí dostatečné příjmy pro vládu.
Teorie byla vyvinuta v 50. a 60. letech 20. století a jejími hlavními představiteli jsou James Mirrlees a William Vickrey, kteří za svou práci obdrželi Nobelovu cenu.
Hlavním přínosem této teorie je, že pomáhá stanovit optimální úroveň daní v závislosti na cíli, které má být dosaženo. Tato teorie také zdůrazňuje, že nesprávné daňové politiky mohou mít negativní dopady na hospodářství, jako je snížení investic a produktivity. Mezi nevýhody této teorie patří obtížnost přesného stanovení optimální úrovně daní vzhledem k neustále se měnícím podmínkám a předpokladu, že všichni občané jsou stejně ovlivněni změnami daňové politiky, což nemusí být vždy pravda.

### Teorie daňového přerozdělování
Teorie daňového přerozdělování (redistribuce) se zaměřuje na to, jakým způsobem by měly být daně používány ke snižování ekonomických nerovností a podpory sociální spravedlnosti. Tato teorie předpokládá, že daňový systém má být použit k přerozdělení bohatství z bohatších vrstev společnosti na ty, kteří mají méně.
Hlavními body této teorie jsou:
- Daňový systém by měl být navržen tak, aby přispíval k přerozdělování bohatství v rámci společnosti.
- Vysoké daně by měly být uloženy na bohatší vrstvy společnosti, aby se snížila ekonomická nerovnost.
- Přerozdělování bohatství by mělo být provedeno pomocí sociálních dávek, jako jsou například sociální podpory a důchody.

Tuto teorii prosazovali mnozí ekonomové, včetně Johna Rawlse a Amartya Sena. Její silnou stránkou je snaha o vytvoření spravedlivější společnosti s menšími sociálními rozdíly a ochranou slabších skupin obyvatelstva. Mezi její slabiny patří snížení motivace k práci a tvorbě bohatství pro jednotlivce, kteří se cítí znevýhodněni tím, že jim jsou brány vysoké daně. Také může vést k efektu vyplácení sociálních dávek, kdy jedinci mohou ztratit motivaci k práci a stát se závislými na těchto dávkách.

### Teorie daňového systému založeného na spotřebě
Teorie daňového systému založeného na spotřebě (neboli spotřební daňová teorie) je teorie, která se zaměřuje na využití daní z spotřeby jako způsobu financování vládních výdajů. Tato teorie se liší od tradičního daňového systému, který se zaměřuje na zdanění příjmů a majetku.
Hlavním cílem této teorie je zajistit spravedlivé a účinné využití daní jako prostředku k financování vládních výdajů a zároveň minimalizovat negativní vliv daní na hospodářství. Zastánci této teorie tvrdí, že daně z spotřeby jsou méně omezující než daně z příjmu a majetku, protože spotřebitelé mají větší kontrolu nad tím, kolik a na co utrácí.
Tuto teorii prosazovali například ekonomové Milton Friedman a James M. Buchanan. Jejich hlavními argumenty byly, že daně z příjmu a majetku mají negativní vliv na investice a podnikání, zatímco daně z spotřeby mají menší dopad na rozhodování spotřebitelů a podniků.
Mezi silné stránky této teorie patří snížení administrativní zátěže pro daňové poplatníky, zlepšení spravedlnosti a transparentnosti daňového systému a snížení zdanění neplatičů daní. Nicméně, mezi slabé stránky této teorie patří možnost nerovnosti v daňovém zatížení, zejména pro nízkopříjmové skupiny a také možnost snižování spotřeby a hospodářské aktivity v období hospodářských recesí.

### Teorie daňového systému založeného na příjmech
Teorie daňového systému založeného na příjmech je ekonomická teorie, která se zaměřuje na způsob, jakým jsou daně vybírány na základě příjmů obyvatelstva. Tato teorie se zakládá na myšlence, že daňový systém by měl být spravedlivý a měl by přispět k rovnosti a sociální spravedlnosti.
Podle této teorie by měl být daňový systém založen na principu progresivních daní, což znamená, že čím vyšší příjem, tím vyšší daňová sazba by měla být. Tento systém by měl umožnit vyšší zdanění bohatých jednotlivců a podniků a zároveň snížit daňové zatížení pro chudší a střední vrstvy.
Teorii daňového systému založeného na příjmech můžeme vysledovat až do 19. století, kdy byla poprvé formulována. V současné době je tato teorie stále aktuální a uplatňuje se v mnoha zemích světa.
Hlavními silnými stránkami této teorie jsou zajištění rovnosti a sociální spravedlnosti prostřednictvím daňového systému, podpora přerozdělování bohatství a snižování chudoby. Mezi její slabé stránky patří vysoké administrativní náklady spojené s jejím prováděním a možné snížení motivace ke kreativnímu podnikání a investování u bohatých jednotlivců a podniků.("The Theory of Taxation and Public Economics" (Louis Kaplow and Steven Shavell, 2001))

### Teorie daňové progrese
Teorie daňové progrese je teorie, která se zabývá postupným zvyšováním míry zdanění s rostoucí výší příjmu. Podle této teorie by měli lidé s vyššími příjmy platit vyšší procento svých příjmů na daních, než lidé s nižšími příjmy. Tento koncept je založen na principu, že ti s vyššími příjmy mohou platit více daní, aniž by to ovlivnilo jejich základní životní potřeby, zatímco ti s nižšími příjmy potřebují větší podíl svých příjmů na pokrytí základních výdajů.
Teorii daňové progrese navrhl americký ekonom a sociolog Richard T. Ely na přelomu 19. a 20. století. Hlavní myšlenka této teorie spočívá v tom, že daňová zátěž by měla být rozložena spravedlivěji, aby lidé s vyššími příjmy přispívali větší částí svých příjmů na daních a aby tak bylo dosaženo většího sociálního vyrovnání.
Silnou stránkou této teorie je, že může pomoci snížit nerovnosti mezi lidmi s různými příjmy a zlepšit sociální spravedlnost. Slabou stránkou může být fakt, že zvyšování daní pro lidi s vyššími příjmy může vést k tomu, že se budou snažit najít způsoby, jak minimalizovat své daňové povinnosti, což může vést k nižším celkovým příjmům státu.

### Teorie daňových úniků
Teorie daňových úniků (anglicky tax evasion theory) je teorie zkoumající faktory, které vedou k daňovým únikům a neplacení daní. Podle této teorie jsou daňové úniky výsledkem nekompletních informací a špatných pobídek, které vedou k rozhodnutí neplácet daně. Tato teorie zdůrazňuje význam sankcí, spravedlnosti a transparentnosti daňového systému při snižování daňových úniků.
Teorii daňových úniků formulovali ekonomové jako James Buchanan a Richard Musgrave v 50. a 60. letech 20. století. Jejich práce ukázala, že daňové úniky jsou výsledkem zápasu mezi daňovými subjekty a daňovými orgány, kde daňové subjekty využívají všech možností k minimalizaci svých daňových povinností, zatímco daňové orgány se snaží zabránit těmto praktikám.
Mezi silné stránky této teorie patří zdůraznění významu transparentnosti a spravedlnosti daňového systému, což může snížit daňové úniky. Na druhé straně slabou stránkou této teorie může být obtížnost přesného odhadu míry daňových úniků a nejasnosti v rozhodování o výši daní.

### Teorie daňové efektivity
Teorie daňové efektivity (anglicky "tax efficiency theory") je ekonomická teorie, která se zabývá snahou minimalizovat daňové zatížení a maximalizovat využití dostupných zdrojů. Tato teorie tvrdí, že daňové systémy by měly být navrženy tak, aby minimalizovaly ekonomické ztráty způsobené zdaněním a aby poskytovaly podněty k efektivní alokaci zdrojů.
Hlavními body této teorie jsou:
- Snaha minimalizovat ztráty způsobené zdaněním - daňové systémy by měly minimalizovat ztráty vznikající v důsledku zdanění, například snížením administrativní zátěže pro daňové poplatníky.
- Podpora efektivní alokace zdrojů - daňové systémy by měly podporovat efektivní alokaci zdrojů tím, že poskytují správné podněty pro investice a podnikání.
- Využívání daňových nástrojů - daňové systémy by měly být navrženy tak, aby využívaly různé daňové nástroje k dosažení určitých cílů, jako je například podpora investic do určitých oblastí nebo omezení negativních dopadů určitých odvětví na životní prostředí.

Tuto teorii v roce 1980 formuloval ekonom Arthur Laffer. Mezi její silné stránky patří podpora efektivní alokace zdrojů a minimalizace ztrát způsobených zdaněním. Slabostí této teorie může být obtížnost přesného stanovení optimální úrovně zdanění a někdy také nejasnosti ohledně toho, jak by měly být daňové nástroje používány k dosažení různých cílů.

### Teorie daňové elasticity
Teorie daňové elasticity se zaměřuje na to, jak se mění daňové příjmy státu v reakci na změny v daňové sazbě. Tato teorie zkoumá, jakou reakci mají daňoví poplatníci na změny daní a jak se tyto změny odrážejí v jejich chování.
Teorie daňové elasticity byla vyvinuta v rámci ekonomické teorie a jejími předními zastánci jsou ekonomové jako Arthur Laffer a Greg Mankiw. Její hlavní myšlenkou je, že pokud se daňová sazba zvýší, může to vést k nižšímu daňovému výnosu, protože lidé mohou reagovat na vyšší sazbu tím, že sníží své příjmy nebo budou hledat způsoby, jak získat příjmy alespoň částečně mimo daňový systém.
Mezi silné stránky této teorie patří to, že poskytuje užitečné informace pro tvůrce politik a umožňuje jim předvídat, jak se změny v daňové sazbě mohou projevit na daňových příjmech státu. Na druhé straně však existuje také kritika, že tato teorie předpokládá, že všichni daňoví poplatníci reagují na změny daňové sazby stejným způsobem, což není vždy případ, a že některé faktory, jako například psychologické faktory, mohou ovlivnit rozhodnutí o chování více než změny v daňové sazbě.

### Teorie daňového zneužívání
Teorie daňového zneužívání je ekonomická teorie, která zkoumá, jaké praktiky a strategie mohou být využívány daňovými poplatníky k minimalizaci jejich daňových povinností. Tato teorie se zabývá různými způsoby, jak mohou jednotlivci nebo firmy upravovat své transakce a příjmy tak, aby minimalizovali své daňové zatížení.
Hlavními faktory ovlivňujícími daňové zneužívání jsou složitost daňového systému, zvýšená regulace a nejistota ohledně daňových povinností. Kromě toho může být daňové zneužívání podporováno nejednoznačnými pravidly, nedostatečným dohledem a tresty za nesprávné jednání.
Teorii daňového zneužívání představil v roce 1961 ekonom Mancur Olson, který vysvětloval, proč někteří jednotlivci nebo skupiny mají tendenci preferovat daňové úniky. Mezi hlavní výhody daňového zneužívání patří snížení daňových povinností, zvýšení konkurenceschopnosti a zlepšení finanční situace.
Mezi silné stránky této teorie patří to, že pomáhá analyzovat a porozumět praktikám daňového zneužívání, což může vést k návrhům na zlepšení daňového systému. Nicméně, jednou z jejích slabých stránek je to, že některé z praktik, které jsou považovány za daňové zneužívání, mohou být legální a mohou být využívány jako běžné daňové plánování.

### Teorie daňového nedostatku
Teorie daňového nedostatku (tax gap theory) se zabývá studiem rozdílu mezi skutečnými daňovými příjmy a těmi, které jsou vypočítány na základě zdanitelných aktivit a transakcí. Jedná se o fenomén, kdy daňový systém není schopen efektivně vymáhat všechny daně, které by měl na základě platných zákonů.
Tuto teorii v roce 2001 popsal ekonomist Joel Slemrod. Podle něj existuje daňový nedostatek kvůli třem hlavním faktorům: daňové úniky, daňové plánování a neúmyslné daňové chyby. Tento nedostatek může být způsoben neúplnými informacemi o daňových povinnostech, nedostatkem zdrojů a znalostí u daňových orgánů nebo vysokými náklady na vymáhání daní.
Mezi silné stránky teorie daňového nedostatku patří to, že přináší pozornost k významnému problému v daňovém systému. Tato teorie také ukazuje na potřebu zlepšení daňového systému a vymáhání daní. Slabým místem této teorie může být obtížné měření rozsahu daňového nedostatku a obtížnost v navrhování účinných opatření na jeho snížení.

### Teorie daňových předpisů
Teorie daňových předpisů je oblast ekonomie, která se zabývá výzkumem a analýzou daňových systémů a jejich dopadů na ekonomiku a společnost. Tato teorie zkoumá, jaké jsou nejlepší způsoby, jak navrhnout a implementovat daňové předpisy, aby byly efektivní a spravedlivé.
Mezi hlavní prvky této teorie patří analýza daňového zatížení a jeho dopadu na různé skupiny obyvatelstva, studium efektivity a spravedlnosti různých daňových systémů, výzkum optimálních úrovní zdanění a rozsahu daňových systémů a posouzení dopadu daňových změn na ekonomický růst.
Tuto teorii rozvíjeli a vylepšovali mnozí ekonomové, jako například Adam Smith, David Ricardo, Arthur Pigou a další.
Mezi silné stránky teorie daňových předpisů patří její schopnost poskytovat různé nástroje pro posouzení efektivity a spravedlnosti daňových systémů, což může vést k lepšímu návrhu a implementaci daňových politik. Na druhé straně, někteří kritici tvrdí, že tato teorie se zaměřuje pouze na ekonomické faktory a nebere v úvahu sociální a politické aspekty daňové politiky, jako je například daňová spravedlnost a sociální soudržnost.

### Teorie daňového výběru.
Teorie daňového výběru se zabývá tím, jakým způsobem by měly být daně vymáhány, aby byl výběr co nejefektivnější a minimalizoval se tak daňový únik. Zároveň se též zabývá tím, jakým způsobem by měly být daně utraceny, aby bylo dosaženo co největšího prospěchu pro společnost.
Hlavními body teorie daňového výběru jsou:
- Vymáhání daní - Tato část teorie se zabývá tím, jakým způsobem by měl být výběr daní organizován, aby byl co nejefektivnější a minimalizoval se tak daňový únik. To může být například zlepšením vymáhacích postupů nebo posílením dohledu nad daňovými poplatníky.
- Přerozdělování - Tato část teorie se zabývá tím, jakým způsobem by měly být daně utraceny, aby bylo dosaženo co největšího prospěchu pro společnost. Jedním z hlavních cílů je zajistit, aby byly finanční prostředky spravedlivě rozdělovány mezi obyvatelstvo, zejména mezi ty, kteří jsou nejvíce potřební.

Teorii daňového výběru vyvinul v roce 1956 americký ekonom James M. Buchanan. Jeho práce se soustředila na efektivitu daňového systému a jeho schopnost minimalizovat ztráty způsobené daňovými úniky.
Silné stránky této teorie jsou zaměření na efektivitu a minimalizaci daňového úniku, což může vést k zvýšení výběru daní a zlepšení hospodářské situace země. Na druhou stranu slabostí může být nedostatečné zohlednění sociálních aspektů daňového systému, jako je například sociální spravedlnost nebo distribuční spravedlnost.

### Teorie adekvátnosti
Teorie adekvátnosti dan se zabývá tím, zda jsou daně v souladu s hospodářskými výsledky, které mají být dosaženy. Cílem této teorie je zvýšit efektivitu daňového systému a minimalizovat jeho negativní dopady na hospodářský růst a daňovou spravedlnost.
Hlavními body této teorie jsou:
- Adekvátnost dan se vztahuje k tomu, zda jsou daně odpovídající výši a typu hospodářské aktivity, která se z daní financuje.
- Teorie adekvátnosti dan se také zabývá tím, zda jsou daně efektivní a zda jsou stanoveny správně, aby maximalizovaly příjmy státu při minimalizaci ztrát.
- Tato teorie klade důraz na transparentnost daňového systému a na to, aby daňové poplatníky byli informováni o tom, na co jsou jejich daně používány.

Tuto teorii nevydali žádní konkrétní autoři, ale spíše vychází z obecných principů daňové politiky. Mezi její silné stránky patří důraz na spravedlivost a efektivitu daňového systému, zatímco její nevýhodou může být obtížnost přesného určení, co je "adekvátní" a zda jsou daně skutečně spravedlivé pro všechny skupiny obyvatelstva.